# Die Niederlande unter deutscher Besatzung (1940–1945)

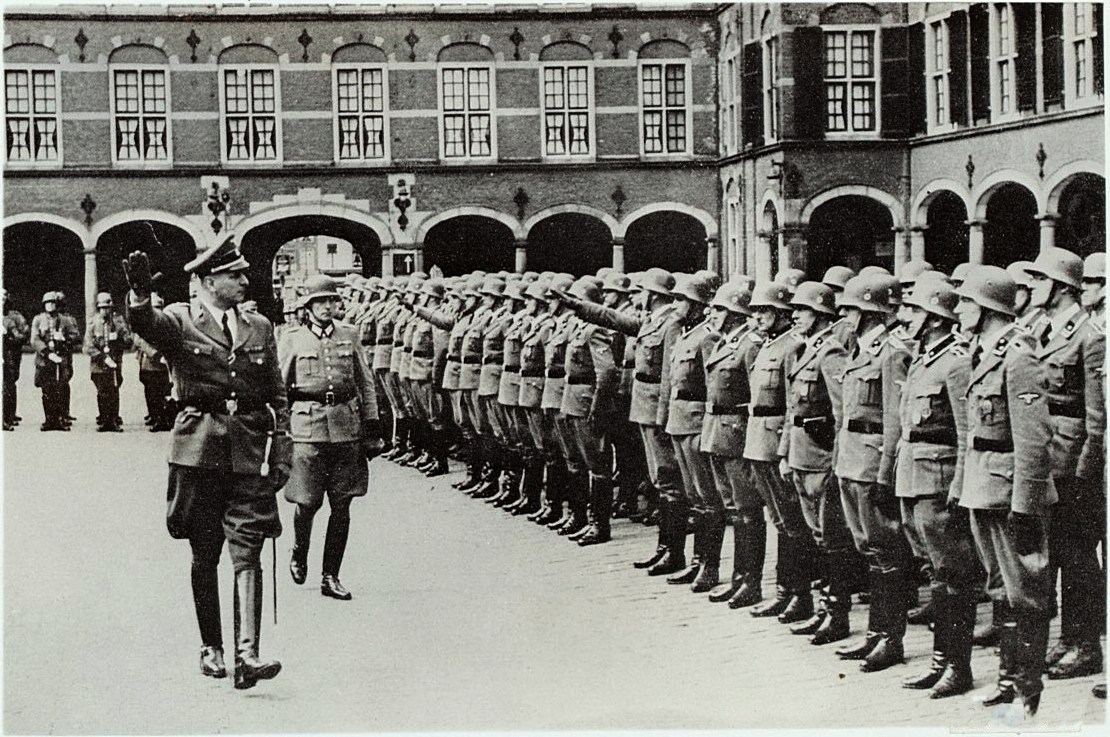
Die Einsetzung von Arthur Seyß-Inquart als Reichskommissar der Niederlande – Parade im Binnenhof in Den Haag (1940)

Während des Zweiten Weltkriegs befanden sich in der Zeit vom 15. Mai 1940 bis zum 5. Mai 1945 die Niederlande unter deutscher Besatzung.
Nach Beginn des Krieges durch den deutschen Überfall auf Polen am 1. September 1939 erklärten die Niederlande ihre Neutralität. Dennoch griff die deutsche Wehrmacht das Land am 10. Mai 1940 an. Königin Wilhelmina floh am 14. Mai 1940 ins Exil nach London und mit ihr ein großer Teil der Regierung. Nach der Bombardierung von Rotterdam und der Zerstörung von Middelburg erfolgte am 17. Mai die Kapitulation der gesamten Niederlande. Adolf Hitler ernannte Arthur Seyß-Inquart zum Reichskommissar für die besetzten niederländischen Gebiete, und die deutschen Besatzer übernahmen die niederländische Verwaltung.
Die deutschen Besatzer bemühten sich zunächst um ein gutes Verhältnis zur einheimischen Bevölkerung, da sie die Niederländer als Brudervolk ansahen. Ab dem 22. Februar 1941 machten die Besatzer systematisch Razzien mit dem Ziel, untergetauchte Juden aufzuspüren. Nach einer Protestversammlung am 24. Februar 1941 in Amsterdam begann der Februarstreik; er wurde bis zum Abend des 26. Februar gewaltsam beendet. Danach verschlechterte sich die Stimmung in der Bevölkerung gegenüber den Deutschen, und erster Widerstand formierte sich, wenngleich die Mehrheit der Niederländer sich weiterhin anpasste. Ab dem 14. Juli 1941 wurden die Juden systematisch über das Durchgangslager Westerbork nach Osten deportiert, vorgeblich für den Arbeitseinsatz in Lagern in Deutschland.
Ende April/Anfang Mai 1943 verschärfte sich die Situation im Land, als es zu weiteren Streiks kam, weil Angehörige der im Mai 1940 aufgelösten niederländischen Streitkräfte als Kriegsgefangene nach Deutschland transportiert werden sollten. Im September 1944 waren die Deportationen von Juden fast abgeschlossen; über 100.000 von ihnen waren in Konzentrations- und Vernichtungslagern ermordet worden.
Nach der Landung der Alliierten in der Normandie ab dem 6. Juni 1944 wurden die Niederlande zum Frontgebiet, mit weitreichenden Konsequenzen für die Zivilbevölkerung. Die niederländische Exilregierung in London rief die Eisenbahner zu einem Streik auf, den die Besatzer mit der Einschränkung der Lebensmittelversorgung beantworteten. Im Winter 1944/45 verhungerten über 20.000 Niederländer; Verwaltung und Wirtschaft brachen zusammen. Am 5. Mai 1945 kapitulierte die Wehrmacht in Nordwesteuropa; damit endete die Besetzung der Niederlande.
Jahrzehntelang prägten die Publikationen der jüdischen Historiker Loe de Jong und Jacques Presser das Bild der Besatzungszeit. Ab Ende der 1960er Jahre begann eine Neubewertung des Verhaltens der Niederländer während dieser Zeit.

## Vor 1940

### Politische Situation in den Niederlanden

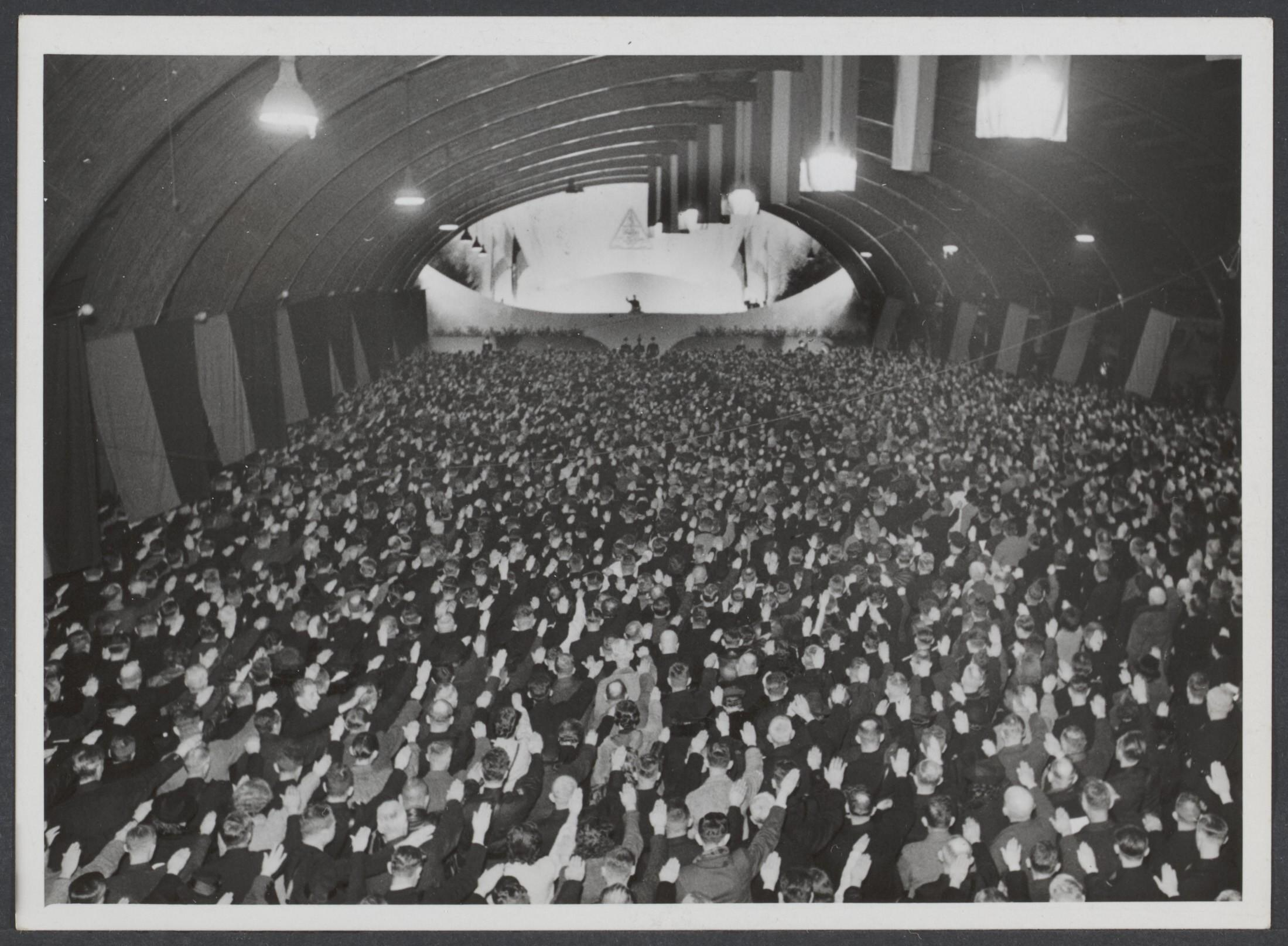
Feier zum 10-jährigen Bestehen der NSB 1941 in Utrecht

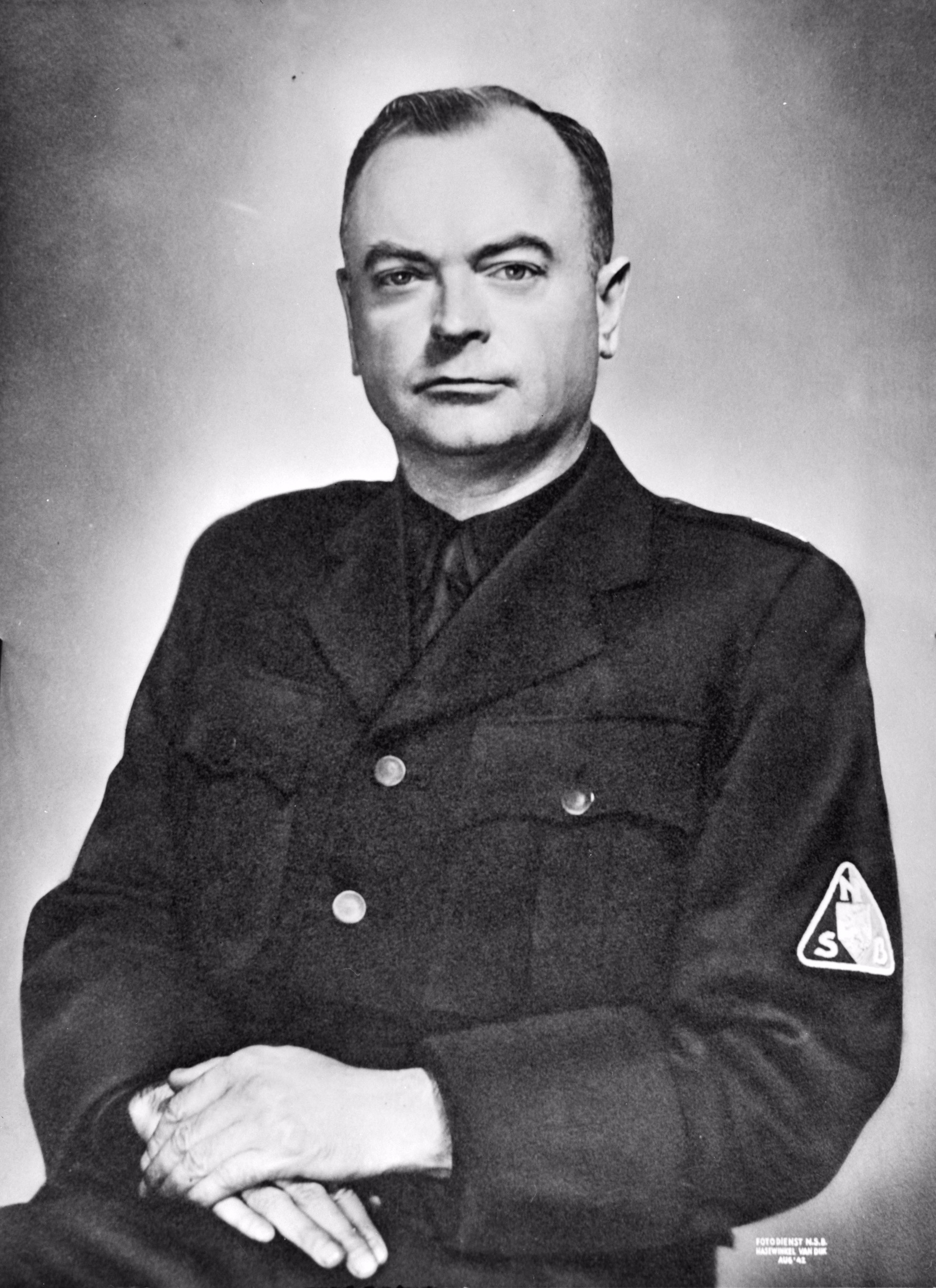
Anton Mussert

Die Weltwirtschaftskrise Anfang der 1930er Jahre führte dazu, dass ein Drittel der niederländischen Bevölkerung am Rande des Existenzminimums lebte. Dies hatte – wie in Deutschland – eine Zersplitterung und Radikalisierung der politischen Verhältnisse zur Folge, von links wie von rechts. 1931 gründete der Wasserbauingenieur Anton Mussert die nationalsozialistische Partei Nationaal-Socialistische Beweging (NSB), die antidemokratisch und antisozialistisch war, aber zunächst die rassistischen und antisemitischen Programmpunkte der NSDAP nicht übernahm. Aber er wünschte sich einen Krieg herbei, weil er glaubte, dass die NSB nach einem Sieg der Deutschen die Macht in den Niederlanden übernehmen werde. Mussert wandte sich unter anderem gegen die damalige politische Struktur in den Niederlanden, die sogenannte Versäulung, einer Aufteilung vor allem nach religiösen und politischen Gruppen, die mit jeweils eigener Infrastruktur nebeneinander existierten: „Protestanten, Katholiken, Sozialdemokraten und Liberale organisierten […] das Leben ihrer Mitglieder von der Wiege bis zur Bahre im jeweils eigenen Milieu und kulturellen Umfeld. […] Abschottung wurde zum Lebensprinzip.“ Die zahlenmäßig kleine jüdische Bevölkerung – rund 118.000 Menschen bei einer Gesamtbevölkerung von neun Millionen – war mit keiner eigenen „Säule“ vertreten, lebte aber unbehelligt.
Bei den Wahlen zu den Provinzräten, bei der die NSB im April 1935 erstmals antrat, erhielt sie auf Anhieb acht Prozent, die Zahl der Mitglieder stieg auf 50.000. Die Wählerschaft der NSB setzte sich vornehmlich aus dem unzufriedenen Kleinbürgertum, dem Unteroffiziers-, Offiziers- und Beamtenstand, der national-konservativen gehobenen Bourgeoisie und den Plantagenbesitzern in Niederländisch-Indien zusammen. Als Gegenbewegung gründete sich die antifaschistische Eenheid door Democratie (EDD); einer der Mitbegründer war Willem Schermerhorn, der nach 1945 Ministerpräsident der Niederlande wurde. Die römisch-katholische Kirche verbot 1934 Priestern und führenden Mitarbeitern die Mitgliedschaft in der NSB; die gereformeerde Kerken in Nederland folgten 1936 mit einer ähnlichen Regelung.
Nach der Machtergreifung des NS-Regimes 1933 sahen viele Niederländer den NS-Staat als Puffer gegen die „kommunistische Gefahr“. Manche niederländische Katholiken sahen in Hitler einen „Schutzheiligen der ‚Anständigkeit‘“, der die „entarteten“ Künstler verfolgte und deren „unanständige“ Bücher verbrannte – „den starken Mann, der den Kampf mit ‚gottlosen‘ Bolschewisten tatsächlich aufgenommen hatte“.
Bis 1940 galt Hitler in den Niederlanden offiziell als „befreundetes Staatsoberhaupt“. Die Niederlande wollten neutral bleiben, wie es im Ersten Weltkrieg gelungen war. Damals hatte die Neutralität des Landes im Interesse der anderen Länder gelegen: Den Briten diente sie als Basis für geheimdienstliche Tätigkeit, den Deutschen zur Durchfuhr (kriegs)wichtiger Güter. Die Weigerung der Niederlande, den im niederländischen Doorn lebenden letzten deutschen Kaiser Wilhelm II. als Kriegsverbrecher an die Ententemächte auszuliefern, sollte diese Neutralität demonstrieren. Ein Bündnis mit Großbritannien oder Frankreich nach 1939 hätte die sofortige Besetzung durch die Wehrmacht bedeutet. Darüber hinaus versuchte die politische Führung in den Niederlanden, jegliche Provokation der deutschen Nachbarn zu vermeiden.
Seit 1938 horteten die niederländische Regierung und private Unternehmen enorme Mengen an Rohstoffen. London und Paris versuchten dies zu verhindern, da diese Rohstoffvorräte nur in die Hände des Gegners fallen würden. Aus demselben Grund hatte Berlin keinen Einwand dagegen. Die Hälfte der Rohstoffe wurden nach der niederländischen Kapitulation nach Deutschland abtransportiert, mit dem Rest konnte die niederländische Industrie bis weit in das Jahr 1941 betrieben werden und deutsche Rüstungsaufträge erfüllt werden.

### Flüchtlingspolitik
Vor 1940 waren die Niederlande Ziel zahlreicher Flüchtlinge aus Deutschland. Ihre Aufnahme erfolgte nach dem Ausländergesetz von 1849, wonach jeder Ausländer willkommen war, vorausgesetzt, er wurde für politisch redlich befunden, war finanziell unabhängig, stellte keine Gefahr für die Allgemeinheit dar und war im Besitz gültiger Ausweispapiere. Viele Flüchtlinge konnten in den 1930er Jahren diese Kriterien nicht erfüllen, und ab Frühjahr 1934 wurden die Kriterien verschärft angewandt. Insgesamt gelangten von 1933 und bis 1939 rund 50.000 Flüchtlinge aus Deutschland in die Niederlande, von denen über die Hälfte dort blieben. Um die jüdischen Flüchtlinge zu unterstützen, gründete der Geschichtsprofessor David Cohen, späterer Vorsitzender des Joodse Raad, 1933 das Comité voor Joodsche Vluchtelingen.
1938 entspann sich in den niederländischen Zeitungen eine heftige Diskussion über die Lebensweise der Neuankömmlinge, die man anfangs „mit Sympathie“ empfangen habe. Besonders die wohlhabenden deutschen Juden im Neubauviertel Amsterdam-Zuid machten sich in der Stadt zunehmend unbeliebt, weshalb man sie Bijunskis nannte – bezugnehmend auf ihre Angewohnheit darauf hinzuweisen, dass „bei uns“ alles besser sei. Die Niederländer empfanden sie als ungehörig und überheblich: „Die Niederländer verabscheuten an den deutschen Juden nicht das Jüdische, sondern das Deutsche.“
Am 7. Mai 1938 wurde die Grenze zwischen Deutschland und den Niederlanden vorübergehend geschlossen. In einem Rundschreiben ließ der katholische Justizminister Carel Goseling verkünden: „Ein Flüchtling gilt künftig als ein unerwünschtes Element für die niederländische Gesellschaft und als unerwünschter Ausländer, der bereits an der Grenze abzuweisen oder, wenn er im Inland angetroffen wird, auszuweisen ist.“ Nur in Einzelfällen, in denen Gefahr für Leib und Leben bestehe, sollte sein Ministerium entscheiden. Am 15. Dezember 1938 (sechs Wochen nach den Novemberpogromen in Deutschland) beschloss die Regierung, weitere Flüchtlinge in Lagern unterzubringen und die Grenze endgültig zu schließen.
Mit einer Zwangsunterbringung in Lagern wollte man die Flüchtlinge dazu bringen, in ein anderes Land auszuwandern. Zunächst war ein großes Zentrallager in Ermelo in der Veluwe geplant; dagegen wandte sich der Algemene Nederlandse Wielrijdersbond, weil die Veluwe ein Naturschutzgebiet ist. Auch Königin Wilhelmina erhob Einspruch, da sich ihr Schloss Het Loo in der Nähe befand. Schließlich fiel die Standortentscheidung für das geplante Lager auf Westerbork, 30 Kilometer von der Grenze zu Deutschland entfernt: „Auf diese Weise entstand jenes Lager, das ab dem 1. Juli 1942 unter der Verwaltung des Befehlshabers der Sicherheitspolizei des SD Polizeiliches Durchgangslager Westerbork heißen sollte. Von diesem Lager aus wurden rund 75 Prozent der in den Niederlanden lebenden Juden in den darauffolgenden Jahren nach Deutschland und Polen deportiert.“
1938 kritisierte Ben Telders, Vorsitzender der Liberalen Staatspartij, diese Maßnahmen der niederländischen Regierung sowie die Tatsache, dass Niederländer, die Flüchtlinge aufnahmen, mit Bußgeldern oder Haft bestraft wurden: „Was wir der Regierung […] vorwerfen, ist weder ihre mangelhafte Befähigung noch herzlose Teilnahmslosigkeit, sondern die übertriebene Angst vor den Folgen eigener Menschenfreundlichkeit – Bürokratie, wo Spontaneität, Federfuchservorsicht, wo Großmut angebracht gewesen wäre. Was wir ihr schließlich zutiefst übelnehmen, ist das, daß sie uns daran gehindert hat, dem Drang unseres Mitgefühls nachzugeben, und uns gezwungen hat, weiterhin tatenlos zuzusehen, während wir darauf brannten, geben und tätig werden zu können. Auf diese Weise sittlich hinter dem eigenen Volk zurückgeblieben zu sein für eine Regierung, die dem Volk in Sittlichkeit voranzugehen hat, ist ein schwerer Vorwurf, vielleicht der schwerste Vorwurf, der sie treffen kann […].“ 
Telders starb im April 1945 im KZ Bergen-Belsen.
Weite Teile der niederländischen Bevölkerung unterstützten allerdings den Kurs ihrer Regierung. Sie folgten damit auch Hitlers Rhetorik, der Juden und Bolschewisten gleichsetzte. Zwar gab es einige empörte Leserbriefe an die größeren Zeitungen wegen der restriktiven Flüchtlingspolitik; diese Entrüstung war aber von kurzer Dauer.

## Besatzung 1940–1945

### Der Überfall

Verlauf der Besatzung (die roten Linien stellen die niederländischen Verteidigungslinien dar)

Nach Beginn des Zweiten Weltkriegs am 1. September 1939 erklärte das Königreich der Niederlande seine Neutralität und verband damit die Hoffnung, nicht in die Kriegshandlungen einbezogen zu werden. Der Militärführung war klar, dass die Armee nicht verteidigungsbereit sei, da sie schlecht und unmodern ausgerüstet war und die Soldaten ungeübt. Der Venlo-Zwischenfall kurz nach Kriegsausbruch, bei dem britische Geheimdienste mit den niederländischen zusammengearbeitet hatten, gefährdete allerdings den „Neutralitätsmythos“. Die niederländische Regierung verließ sich auf das Verteidigungskonzept Festung Holland inklusive der Grebbe-Linie, das den Rückzug in das Herz des Landes (im Kern Noord-Holland und Zuid-Holland) vorsah, bis französische und englische Truppen zur Hilfe kamen, „was merkwürdig erscheint, wenn man bedenkt, dass die Niederlande offiziell ihre Neutralität erklärt hatten“.
Die deutsche Führung, die die Niederlande einerseits als militärisches „Sprungbrett“ auf die britische Insel benötigte und andererseits den Briten den Durchmarsch durch das Land versperren wollte, hatte schon im Herbst 1939 entschieden, in die Niederlande einzumarschieren. Das Oberkommando des Heeres (OKH) ließ sich von Hitler zusichern, dass das Land unter eine Militärverwaltung gestellt werde, und ließ für diesen Fall präzise Pläne ausarbeiten. Die Militärs versuchten so, den Einfluss von „irgendwelchen zivilen oder Parteistellen“ und „polnische Vorgänge“ zu verhindern. Nach ihren Vorstellungen sollten die Niederlande lediglich „treuhänderisch“ verwaltet werden, und auch ein „Aufrollen der Rassenfrage“ sei zu unterlassen.
Bis zuletzt hatte der deutsche Botschafter in den Niederlanden, Julius von Zech, versucht, zwischen der niederländischen und der deutschen Regierung zu vermitteln. Am Morgen des 10. Mai 1940 kam er mit Instruktionen des deutschen Außenministers Joachim von Ribbentrop in das niederländische Außenministerium: Man habe, so Ribbentrop, „unwiderlegliche Beweise eines unmittelbar drohenden Einfalls Frankreichs und Englands in Holland, Belgien und Luxemburg, der mit Wissen Hollands und Belgiens lange vorbereitet“ worden sei. Daher gebe es nun den „Einsatz gewaltiger Truppenmacht“, und Widerstand sei „zwecklos“. Von Zech, seit 17 Jahren Botschafter in Den Haag, weinte bei der Übergabe dieses Textes so heftig, dass er diesen nicht verlesen konnte. Vorsorglich hatte die niederländische Regierung zu diesem Zeitpunkt Maßnahmen getroffen, unter anderem Urlauber zurückgerufen, die Truppenkommandanten gewarnt und Sprengladungen an den wichtigen Brücken anbringen lassen, nachdem die Streitkräfte schon im Herbst 1939 in Alarmbereitschaft versetzt worden waren.
Am frühen Morgen desselben Tages überquerten deutsche Truppen die Grenzen zu den Niederlanden, gleichzeitig wurden Belgien und Luxemburg (Fall Gelb) angegriffen. Die Wehrmacht setzte dabei wie bei Dänemark und Norwegen auf den Überraschungseffekt. In den Niederlanden hatte die Abwehr dort lebende Deutsche sowie Angehörige der NSB dazu ausgebildet, vorrangig die Brücken über die Maas zu besetzen, wozu diese Männer niederländische Uniformen trugen. Während dort die ersten Gefechte stattfanden, flogen 160 Kampfflugzeuge über die Niederlande, vermeintlich in Richtung Großbritannien. Hinter der Küste drehten die Maschinen jedoch um und begannen, militärisch wichtige Ziele in den Niederlanden zu bombardieren, vorrangig Flugplätze im Westen des Landes.
Vor Kriegsausbruch hatte die niederländische Regierung eine Liste mit 800 Namen zusammengestellt, die des Landesverrats verdächtig waren und im Falle eines Krieges verhaftet werden sollten. Tatsächlich wurden ab dem 10. Mai 1940 mehrere Zehntausend Menschen für einige Tage festgenommen, darunter der ältere Bruder des NSB-Leiders Anton Mussert, Oberstleutnant Joseph Adrianus Mussert, der – obwohl kein NSB-Sympathisant – als vermeintlicher Landesverräter erschossen wurde.
Am 14. Mai stellten die Deutschen ein Ultimatum: Kapitulation innerhalb der nächsten zwei Stunden oder völlige Vernichtung von Rotterdam. Trotz laufender Gespräche kam es noch am selben Tag zu dieser Bombardierung, bei der die Stadt praktisch dem Erdboden gleichgemacht wurde und schätzungsweise 800 bis 900 Menschen ums Leben kamen. Unmittelbar darauf erfolgte die Kapitulation, nur in der Provinz Zeeland wurde mit der Unterstützung durch französische Divisionen, die über Belgien vorgerückt waren, weitergekämpft. Erst nachdem die historische Innenstadt von Middelburg durch deutschen Artilleriebeschuss zerstört worden war, erfolgte am 17. Mai 1940 auch dort die Kapitulation. Insgesamt kamen in diesen vier Maitagen 2500 Zivilisten und rund 2200 Soldaten ums Leben; 2500 Menschen wurden schwer verletzt.

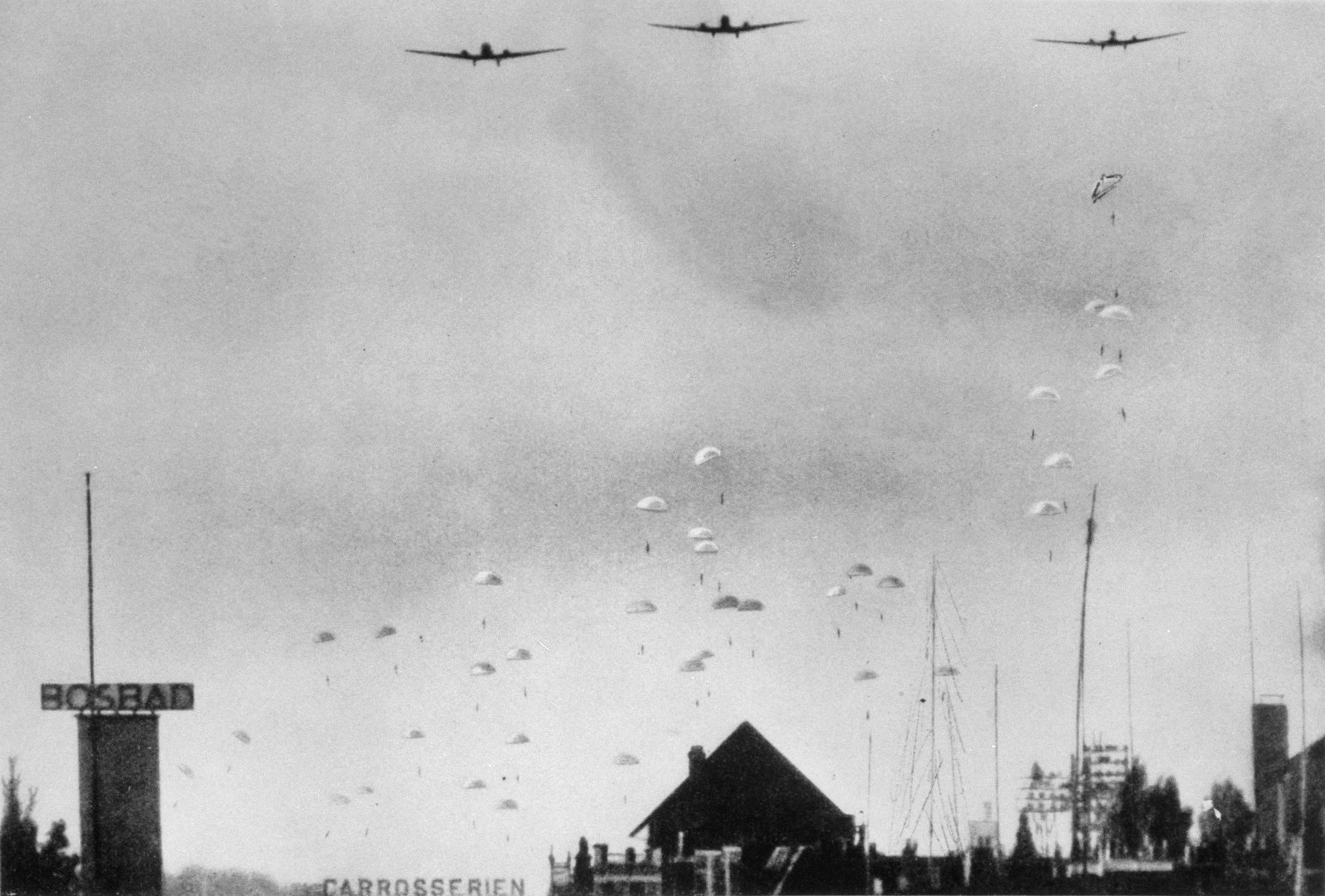
Deutsche Fallschirmjäger über Den Haag, 10. Mai 1940
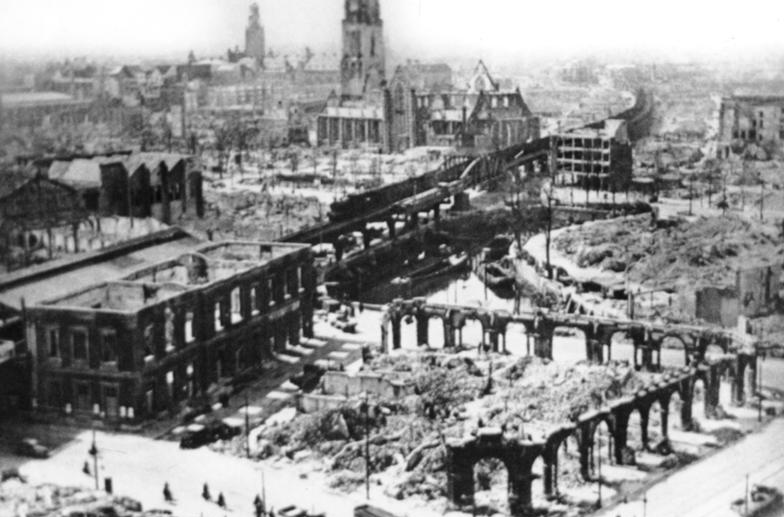
Das zerstörte Rotterdam
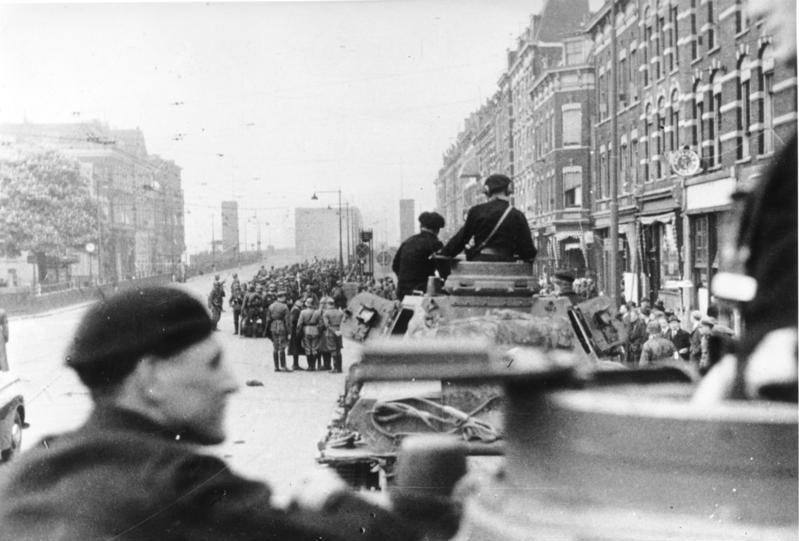
Einmarsch deutscher Truppen in Rotterdam

Die Niederländer waren von Krieg und Kapitulation geschockt: Sie wurden mit einer ihnen unbekannten, modernen Form der Kriegsführung konfrontiert – so hatte bis dahin kaum ein Niederländer schon einen Fallschirmjäger gesehen –, und das Land war zum ersten Mal seit den Napoleonischen Kriegen besetzt.

### Königin und Regierung

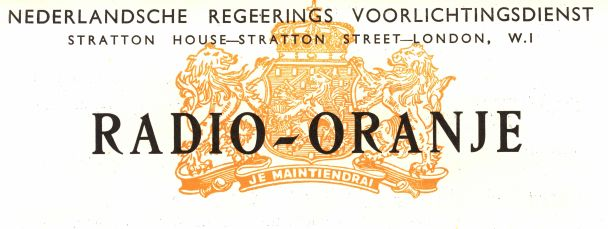
Logo von Radio Oranje

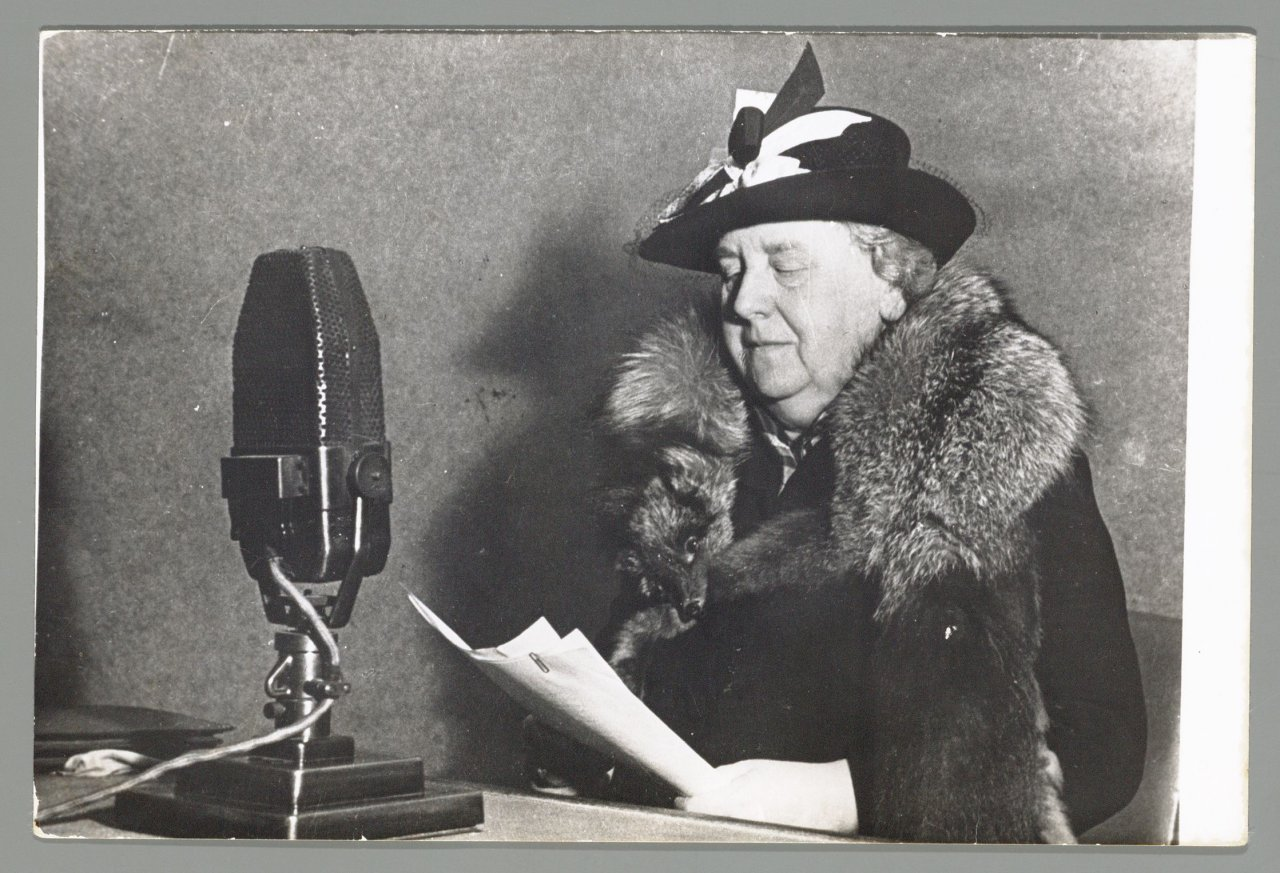
Königin Wilhelmina spricht auf Radio Oranje (1940)

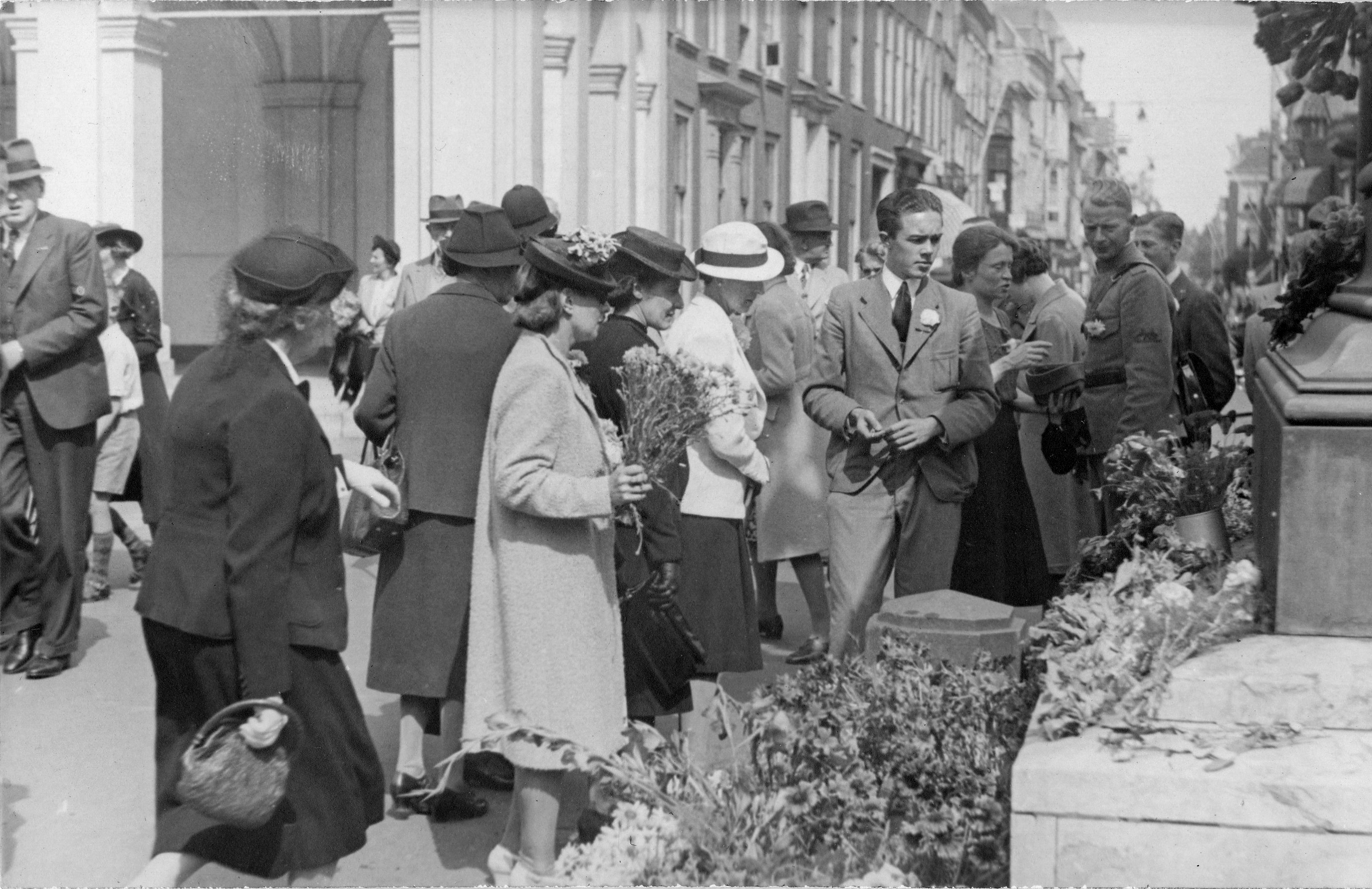
Niederländerinnen und Niederländer legen am 29. Juni 1940 vor dem Paleis Noordeinde in Den Haag Nelken am Denkmal des Oraniers Wilhelm I. nieder

Am 13. Mai, einen Tag vor der Kapitulation der Niederlande, flohen Königin Wilhelmina und Kabinettsmitglieder an Bord eines britischen Kriegsschiffes nach London. Ihre Tochter Juliana, deren Ehemann Prinz Bernhard, die Prinzessinnen Irene und Beatrix waren am Tag zuvor vorausgeschickt worden. Damit waren die deutschen Pläne durchkreuzt, die Königin und das Kabinett zu verhaften. Der Oberbefehlshaber Henri Winkelman erhielt den Befehl, weiterzukämpfen, aber zu kapitulieren, sollte der Kampf sinnlose Opfer fordern. In London bildete die Königin eine Exilregierung.
Die Flucht von Königin Wilhelmina enttäuschte und entmutigte zunächst die Mehrheit der niederländischen Bevölkerung. So sagte der Bürgermeister von Zwolle, Arnoldus van Walsum, in einer Radioansprache, es sei „verbrecherisch“, die Flucht zu ergreifen, während „Jungs noch für sie ins Gefecht ziehen“. Der ehemalige Politiker Hendrikus Colijn kritisierte diese Flucht im Staandard öffentlich in dem Essay Op de grens van twee werelden. Er forderte die Niederländer aber dazu auf, die Realität einer künftigen deutschen Vorherrschaft durch ein „gottloses Machtregime“ in Europa zu akzeptieren. Als Calvinist sei er indes für „nationalsozialistische Gedankengänge irgendwelcher Art nicht zu haben“. Colijn starb 1942 im thüringischen Ilmenau, wohin er von den deutschen Besatzern verbannt worden war.
Fortan durften weder der Name der Königin noch der von anderen Mitgliedern des Königshauses im offiziellen Sinn genannt werden. Zum 28. Juni 1940, dem Geburtstag von Prinz Bernhard, wurde ein Flaggenverbot ausgesprochen sowie das Singen der Nationalhymne untersagt. Um diese Verbote zu umgehen, trugen viele Menschen zu Ehren des Prinzen am „Anjerdag“ (Anjer = Nelken) dessen Lieblingsblumen – Nelken – oder orangefarbene Bänder. Diese demonstrativen Aktionen am „ersten fröhlichen Tag seit der Kapitulation“ führten zu Konflikten mit der deutschen Polizei sowie Angehörigen der NSB und waren ein erstes Anzeichen dafür, dass die Niederländer für die Idee des Nationalsozialismus nicht zu gewinnen waren. Auch General Winkelman trug eine weiße Nelke, und er unterschrieb eine im Den Haager Paleis Noordeinde ausliegende Gratulationsliste, auf der die Loyalität zum Königshaus bezeugt wurde: Er wurde verhaftet und als Kriegsgefangener nach Deutschland gebracht, von wo er erst 1945 zurückkehrte. Weiterhin wurde der Paleis geschlossen und der Bürgermeister von Den Haag abgesetzt. Der Nationaal Jongeren Verbond, der an den Aktionen beteiligt gewesen war, wurde aufgelöst und dessen Vorsitzender in ein Konzentrationslager deportiert. Als Hitler von dem Verhalten der Niederländer erfuhr, soll er einen Wutanfall bekommen haben, und Seyß-Inquart wurde einbestellt. Der „Nelkentag“, so Wielenga, sei das „erst öffentliche Signal“ aus der Bevölkerung gewesen, dass Gleichschaltung und Nazifizierung nicht reibungslos verlaufen würden, und dass manche Niederländer auch bereit gewesen seien, dies zu zeigen.
Am 28. Juli 1940 richtete sich Wilhelmina erstmals über Radio Oranje mit einer Ansprache an das niederländische Volk. Sie erklärte, dass es eine „harte, aber notwendige Entscheidung gewesen sei, den Sitz der Regierung in das Ausland zu verlegen“. Zu diesem Zeitpunkt befanden sich auch die Exilregierungen von Polen und Norwegen in London. Die niederländische Exilregierung wurde ab September 1940 von dem „charismatischen Calvinisten“ Pieter Gerbrandy als Ministerpräsident geleitet. Prinzessin Juliana und ihre beiden Töchter gingen nach Kanada, Prinz Bernhard blieb zur Unterstützung seiner Schwiegermutter in London. Bis Kriegsende sprach die Königin 34 Mal über Radio Oranje, De stem van strijdend Nederland, zu ihren Untertaninnen und Untertanen und wurde so schließlich doch zu einer nationalen Leitfigur für die Niederländer und zu einer „radicale Moffenhater“ („radikale Deutschenhasserin“).
Sogenannte Englandfahrer (Engelandvaarders) folgten der Königin in den kommenden Jahren nach Großbritannien, um von dort aus an der Seite der Alliierten gegen Deutschland zu kämpfen. Viele von ihnen kamen auf dem Weg dorthin – über die Nordsee oder über Spanien und Portugal – ums Leben, rund 2000 erreichten ihr Ziel. Die 1941 in London gegründete Prinses Irene Brigade bestand aus rund 1500 Mann.
Aufgrund der von den Achsenmächten in den besetzten Ländern begangenen Verbrechen kündigten die Exilregierungen einschließlich der niederländischen in der Erklärung von St. James im Januar 1942 an, Kriegsverbrecher nach dem Krieg vor Gericht zu stellen. Die Königin blieb bis März 1945 in London. Während der Kriegszeit erwies es sich als problematisch für die Exilregierung, zuverlässige Informationen über die wirkliche Situation im Land zu erhalten. Bei Audienzen der Königin berichteten die aus den Niederlanden Gekommenen mitunter vorzugsweise, was diese zu hören wünschte, dass etwa die Menschen in den Niederlanden den Widerstand begrüßten und „alle auf irgendeine Weise und in Eintracht“ beteiligt seien. Dadurch hätten Königin und Regierung in London ein verzerrtes Bild der tatsächlichen Situation vor Ort erhalten. Erschwert wurde die Einschätzung der Lage auch durch die Vielzahl der Gruppen, von denen jede für sich in Anspruch nahm, „für das niederländische Volk“ zu sprechen.
Nach der Befreiung des Südens der Niederlande kehrte Königin Wilhelmina am 13. März 1945 von Belgien aus über Eede zu Fuß in das Land zurück; dafür wurde eine provisorische Grenze aus Mehl gestreut. Nicht nur der Übertritt selbst, sondern auch die Wahl des Ortes hatte eine symbolische Bedeutung: Das Dorf war, da es in einer Gefechtsschneise gelegen hatte, besonders stark zerstört worden.

### Die neuen Herren
Am 18. Mai 1940 ernannte Adolf Hitler den ehemaligen österreichischen Reichsstatthalter und Zivilisten Arthur Seyß-Inquart zum Reichskommissar für die besetzten niederländischen Gebiete. Das Oberkommando des Heeres musste erkennen, dass es von Hitler getäuscht worden und keine Militärverwaltung vorgesehen war; es fühlte sich „übergangen“ und „brüskiert“. Am 30. Mai wurde in der Volkskrant bekannt gegeben: „Zum gestrigen Tag ist die höchste Gewalt in zivilen Angelegenheiten im besetzten Gebiet der Niederlande ausschließlich auf den Reichskommissar übergegangen. […] Die Staatssekretäre haben mit Einverständnis des niederländischen Oberbefehlshabers der Land- und Seestreitkräfte, General Winkelman, ihre Mitarbeit zugesagt.“
Seyß-Inquart feierte seine Einsetzung im Rittersaal in Den Haag, wo sonst die Königin ihre jährliche Thronrede hielt – eine eindrückliche Demonstration dafür, dass die Niederländer ihr Selbstbestimmungsrecht verloren hatten. Weder die Erste noch die Zweite Kammer sollten während des Krieges zusammenkommen, und nach und nach wurde alle politischen Parteien verboten. Die Mitglieder der Communistische Partij van Nederland gingen geschlossen in den Untergrund.
In seiner ersten Rede als Reichskommissar betonte Seyß-Inquart, dass Deutsche und Niederländer „germanische Brüdervölker“ seien und sich versöhnen sollten. Um das zu erreichen, hatte er aus Berlin unter anderem die Anweisung erhalten, die Kirchen in den Niederlanden möglichst unbehelligt zu lassen; die kirchlichen Jugendorganisationen wurden allerdings verboten. Ziele waren „Ruhe und Ordnung“, um die niederländische Wirtschaft für die deutsche Kriegsführung einzusetzen, sowie eine „Nazifizierung“ und „Germanisierung“ der Bevölkerung. Da man die Niederländer für den Nationalsozialismus gewinnen wollte, verhielten sich die deutschen Besatzer zunächst ausgesprochen freundlich und zuvorkommend „und bezahlten mit Bargeld“, so dass die meisten Niederländer begannen, sich mit dem neuen Zustand abzufinden. Man glaubte, der Krieg sei „so gut wie vorbei“ und stellte sich auf eine „neue, von Hitler geschaffene politische Wirklichkeit“ ein.
Die Niederlande wurden einer deutschen Zivilverwaltung unterstellt, mit Seyß-Inquart an der Spitze, aber: „Das Reichskommissariat trat nicht mit dem Ziel an, die Niederlande selbst zu verwalten, sondern sie durch den intakten niederländischen Verwaltungsapparat in die ‚richtige‘ Richtung zu lenken.“ Seyß-Inquart unterstanden vier Generalkommissare: Hanns Albin Rauter, zuständig für das Sicherheitswesen und für die gesamte Polizei, sowie als Höherer SS- und Polizeiführer Himmlers Vertreter in den Niederlanden, Friedrich Wimmer, verantwortlich für Verwaltung und Justiz, Hans Fischböck für Finanzen und Wirtschaft. Fritz Schmidt wurde Generalkommissar „zur besonderen Verwendung“ und war für die „Nazifizierung“ der niederländischen Gesellschaft zuständig. Rauter wiederum unterstellt waren die beiden Befehlshaber für die jeweiligen Polizeisparten Ordnungspolizei und Sicherheitspolizei. Zum Befehlshaber der Sicherheitspolizei und des SD (BdS) wurde im Juli 1940 Wilhelm Harster ernannt, dessen Dienstsitz in Den Haag die Zentrale für die Gestapo, die Kriminalpolizei und den Sicherheitsdienst der SS in den Niederlanden war. Neben der Zentrale in Den Haag wurden in größeren niederländischen Städten Außenstellen des BdS eingerichtet, so unter anderen in Amsterdam, in Rotterdam und in Groningen.
Das niederländische Reichskommissariat wurde von der – wie der niederländische Historiker Hans Blom es nannte – „Österreich-Connection“ dominiert: Dort arbeiteten neben Seyß-Inquart weitere Österreicher, die sehr antisemitisch eingestellt waren und enge Beziehungen zu NS-Führern wie Adolf Eichmann und Ernst Kaltenbrunner pflegten. Obwohl Seyß-Inquart formell der Vorgesetzte von Rauter war, konnte sich Rauter oftmals besser durchsetzen, da Himmler hinter ihm stand, während Seyß-Inquart wenig Hausmacht in Partei und SS besaß. In der Tat war das Klima im Reichskommissariat von zahlreichen Rivalitäten und Machtkämpfen von Personen und Gruppen bestimmt, was letztlich neben den verschiedenen Repressionsmaßnahmen mit ein Grund dafür war, dass die „Nazifizierung“ misslang.

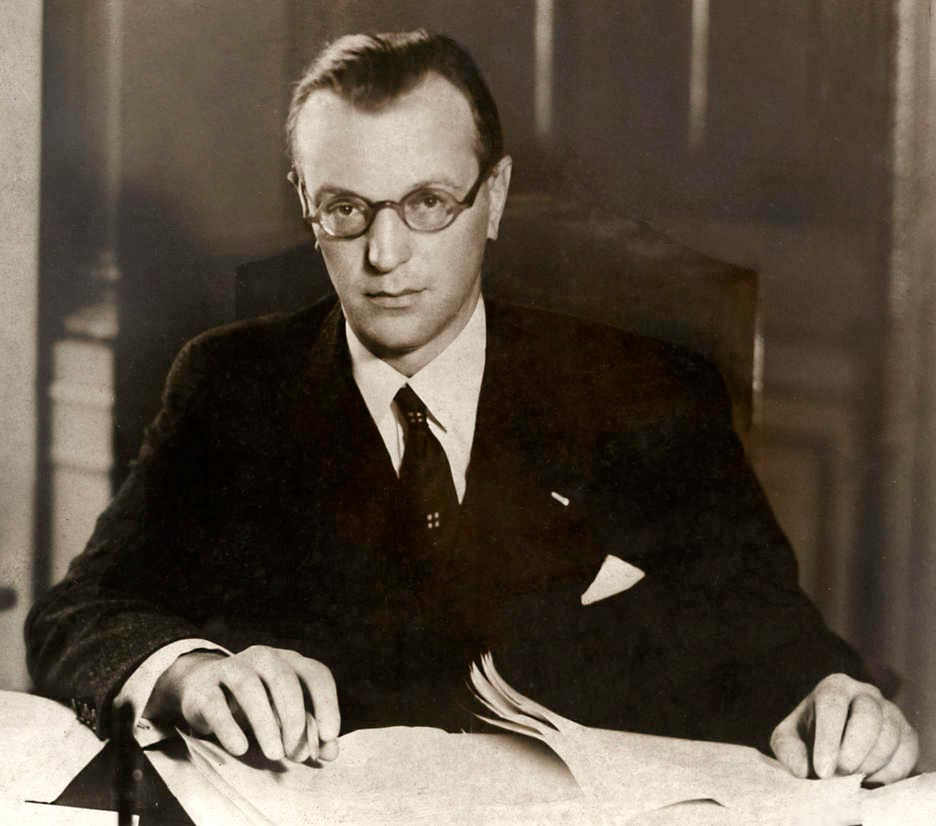
Seyß-Inquart (1940)

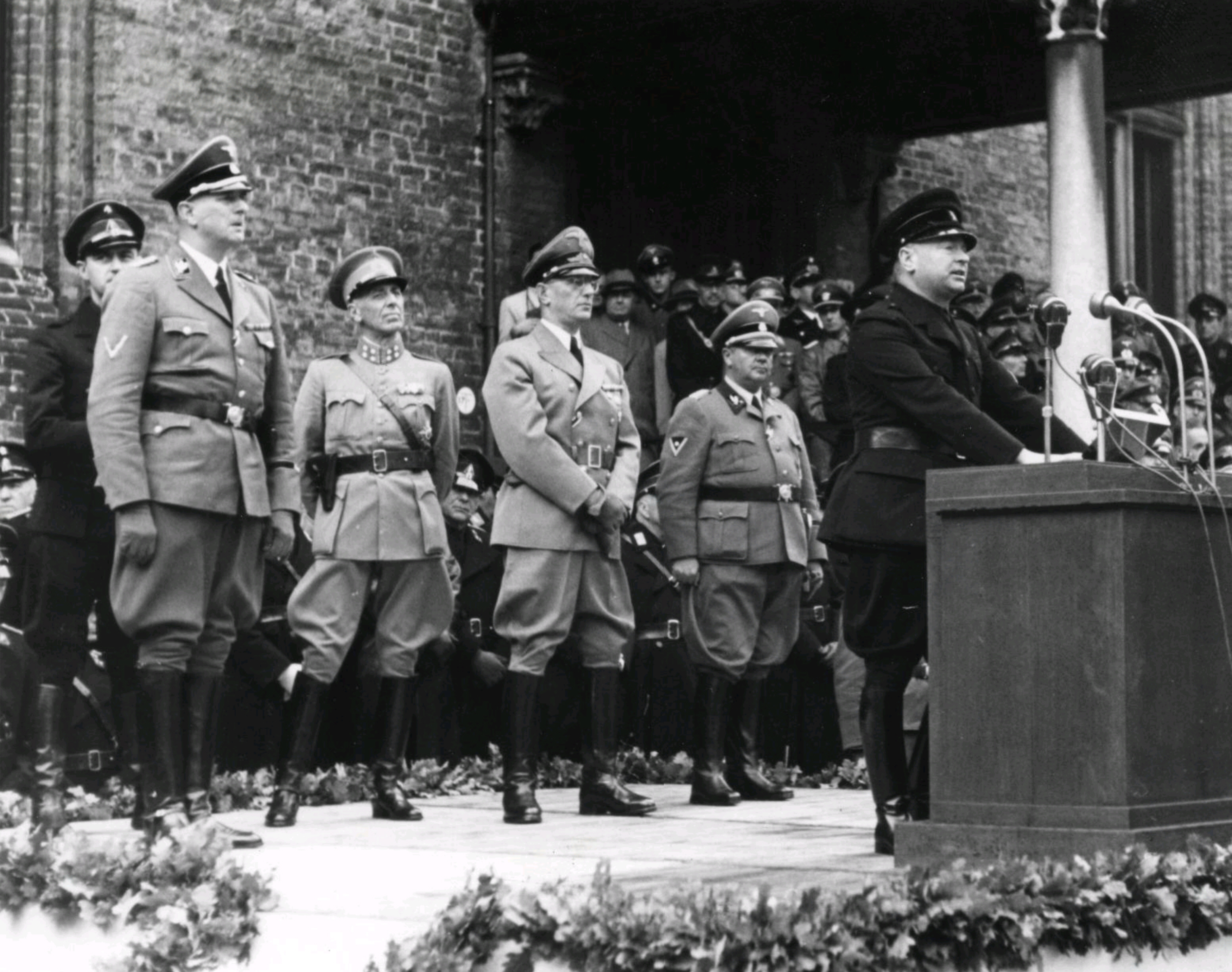
Ansprache von NSB-Führer Mussert an Freiwillige der Weerbaarheidsafdeling, den paramilitärischen Arm der NSB. Hinter ihm (v. l. n. r.): Hanns Albin Rauter, Hendrik Seyffardt, Arthur Seyß-Inquart und Wilhelm Harster (11. Oktober 1941)

Friedrich Christiansen wurde Befehlshaber der Wehrmacht in den Niederlanden. Die Zahl der Soldaten betrug durchschnittlich 100.000 Mann, und sie beherrschten „das Straßenbild in vielen holländischen Städten“. Nur wenige Soldaten blieben lange im Land: „Normalerweise kamen die jeweiligen Truppen von einem Fronteinsatz und blieben in den Niederlanden […], bis sie zu ihrem nächsten Einsatz befohlen wurden. […] Den Soldaten bot das Leben in den Niederlanden eine kurze Atempause während des Krieges.“ Die einfachen Soldaten waren in Kasernen oder Schulen untergebracht; die Offiziere wohnten in beschlagnahmten Häusern oder bei niederländischen Familien. Hinzu kamen rund 1500 Menschen, die für das Reichskommissariat arbeiteten, sowie rund 4000 Angehörige von Gestapo, SD und Ordnungspolizei (in den Niederlanden de groenen genannt wegen ihrer grünen Uniformen).
Nachdem die Königin das Land verlassen hatte, erklärte Anton Mussert sich und die NSB zu den Vertretern des niederländischen Volkes. Auf der Hagespraak der Bevrijding legte er am 22. Juni 1940 eine öffentliche Solidaritätsbezeugung für Hitler ab. Sein politisches Ziel war die Vereinigung der Niederlande mit Flandern, Französisch-Flandern und Wallonien zu einem Groß-Niederland innerhalb des Deutschen Reiches. 1940 formierte sich aus den Reihen der NSB die von Johannes Hendrik Feldmeijer geführte Niederländische SS, was die NSB selbst und ihre politische Wirkung erheblich schwächte. Die Zahl der Mitglieder der NSB stieg ab Mai 1940 auf 55.000 und bis Ende 1941 auf 85.000.
Tatsächlich spielte die NSB in den Planungen der Deutschen keine Rolle und wurde nicht einmal zur Amtseinführung von Seyß-Inquart geladen. Indirekt erhielt die Bewegung dennoch in den kommenden Jahren viel Einfluss durch Kollaboration mit den Deutschen in der Verwaltung; in zahlreichen Gemeinden stellte sie die Bürgermeister, die von den Deutschen ernannt wurden. Über 25.000 NSBler zogen als Freiwillige in den Krieg (so in den SS-Divisionen „Nederland“ und „Landstorm Nederland“), 10.000 von ihnen fielen. In bewaffneten Verbänden erfüllten sie hilfspolizeiliche Aufgaben gegen den Widerstand, Angehörige der niederländischen SS wurden zu „Gegenterrormaßnahmen“ herangezogen.
Neben der NSB bildete sich zunächst mit der Billigung der deutschen Besatzer die Nederlandsche Unie, die an einer Zusammenarbeit mit den Deutschen interessiert war, weil sie sich davon gesellschaftliche Neuerungen erhoffte, aber im Gegensatz zur NSB versuchte, von den Deutschen unabhängige politische Positionen einzunehmen und sich nicht vom Königshaus distanzierte. Sie grenzte sich von der NSB ab und wuchs bis Februar 1941 auf 800.000 Mitglieder an, viele von ihnen traten der Partei aus Opposition gegen die NSB bei. Ende 1941 wurde die Unie jedoch aufgelöst, weil sie unter anderem den Angriff der Deutschen auf die Sowjetunion nicht entschieden genug unterstützte. Nach der Auflösung der bürgerlichen Parteien in der Mitte des Jahres 1941 und dem Verbot der Nederlandsche Unie im Dezember 1941 wurde die NSB zur einzigen zugelassenen Partei. Mussert wurde zum „Leider van het Nederlandse Volk“ („Führer des niederländischen Volkes“) ernannt, erhielt aber keinerlei faktische Macht.
Entsprechend den Anweisungen, die die niederländische Regierung schon 1937 für einen Kriegsfall gegeben hatte, sollten die Beamten ihre Arbeit fortsetzen und diese erst dann niederlegen, wenn sie dem niederländischen Volk schade. Die Mehrheit blieb mit dieser Rechtfertigung weiterhin tätig, um „Schlimmeres zu verhindern“, da ihrer Ansicht nach ihre frei gewordene Stelle mit einem mit den Deutschen sympathisierenden Niederländer besetzt würde, und natürlich auch, weil sie auf das Einkommen angewiesen waren. Als die Besatzer erkannten, dass Polizisten manche Maßnahmen nur widerwillig ausführten, wurden neue Polizeibataillone mit politisch genehmen Mitgliedern gebildet, wie in Amsterdam unter dem dortigen Polizeipräsidenten Sybren Tulp.
Nachdem die Regierung ins Exil gegangen waren, leiteten Generalsekretäre (ihre Stellung war vergleichbar mit dem Amt eines Staatssekretärs) faktisch die einzelnen Ministerien. Anfangs nahmen sie gegenüber den deutschen Besatzern zumeist eine „vorsichtige und kooperationsbereite Haltung“ ein. Das begann sich in der zweiten Jahreshälfte 1940 und im Folgejahr zu ändern. Sechs von zehn niederländischen Generalsekretären legten im Laufe der Jahre 1940 und 1941 ihre Ämter nieder, ein weiterer wurde 1943 entlassen. Der königliche Kommissar der Provinz Utrecht, Lodewijk Hendrik Nicolaas Bosch van Rosenthal, weigerte sich, gemäß einer Anordnung vom 28. August 1940 jüdische Beamte aus dem Dienst zu entfernen, was zu seiner eigenen Entlassung im Februar 1941 führte. Deutschen verweigerte er grundsätzlich den Handschlag; bei einem Besuch von Seyß-Inquart in Utrecht wechselte er mit diesem kaum ein Wort. Der secretaris-generaal, Finanzexperte und Direktor der Nederlandsche Bank Leonardus Trip wurde 1942 durch Meinoud Rost van Tonningen, einen NSB-Angehörigen mit radikaler völkisch-rassistischer Einstellung (Himmler war sein Trauzeuge), ersetzt.
Dem gegenüber standen niederländische Kollaborateure wie der Offizier und überzeugte Nationalsozialist Sybren Tulp. Er wurde in der Folge des zweitägigen Februarstreiks im Jahre 1941 als neuer Polizeichef (Hoofdcommissaris) von Amsterdam eingesetzt und aufgrund seiner Unerbittlichkeit von den Deutschen sehr geschätzt. Allein im September 1942 wurden von dem von Tulp geführten Politie Bataljon Amsterdam rund 6000 Juden festgenommen, um nach Auschwitz deportiert und ermordet zu werden.
Das kulturelle Leben wurde bald von der „Kulturkammer“ reglementiert, die für die einzelnen Berufsgruppen „Gilden“ einführte, bei denen jüdische Menschen nicht Mitglied werden konnten. Die Einrichtung dieser Gilden sowie die Gleichschaltung von Gewerkschaften und Vereinen verlief allerdings „mühselig und schleppend“, da eine „Gleichschaltung“ den zuvor „versäulten“ Niederländern kulturell fremd war: Die Deutschen wollten Einheitlichkeit, die Niederländer versuchten soviel Pluralität wie möglich zu behalten. Tagespresse und Radio wurden unter deutsche Kontrolle gebracht. Die „versäulte“ Rundfunklandschaft wurde in einer Niederländischen Rundfunkanstalt vereinigt, nachdem schon im Juli 1940 Seyß-Inquart eine Verordnung „zum Schutz der niederländischen Bevölkerung vor unwahren Nachrichten“ erlassen hatte, wonach nur noch bestimmte Sender gehört werden durften. „Propagandistisches Glanzstück“ (so Barnouw) der neuen Rundfunkanstalt war das antisemitische Zondagmiddagscabaret von Paulus de Ruiter (alias Jacques van Tol).
In den Kinos durften bis auf wenige Ausnahmen nur noch deutsche Filme gezeigt werden; sie machten 86 Prozent der Filme in niederländischen Filmhäusern aus. Nachdem zu Beginn der Besatzung die Zuschauerzahlen zurückgegangen waren, wurde im Jahr 1942 mit 55,4 Millionen verkauften Karten ein Spitzenwert gemeldet. Besonders beliebt war der deutsche Schauspieler Heinz Rühmann, sein Film Quax, der Bruchpilot war ein Kassenschlager: „Etwas Spaß in einer tristen Zeit“. Aufrufe etwa von der Untergrundzeitung Trouw, deutsche Kinofilme zu boykottieren, fanden kaum Widerhall.

### Leben unter deutscher Besatzung
Die Mehrheit des niederländischen „Brudervolks“ blieb zunächst von Repressionen weitgehend verschont. Direkte Auswirkungen auf die Niederländer hatte die Rationierung von Lebensmitteln und Rohstoffen, die es allerdings in geringerem Maße schon ab 1930 gegeben hatte. Bis 1944 gab es ausreichend Brot, knapp wurden indes Produkte, die im weitesten Sinne „Luxus“ darstellten, wie Benzin, Kaffee, Tee, Fleisch, und der Schwarzhandel blühte. Das Hören von „Feindsendern“ war verboten, und im Mai 1943 mussten – bis auf Angehörige des NSB und andere Deutschfreundliche – alle Niederländer ihre Radiogeräte abgeben.

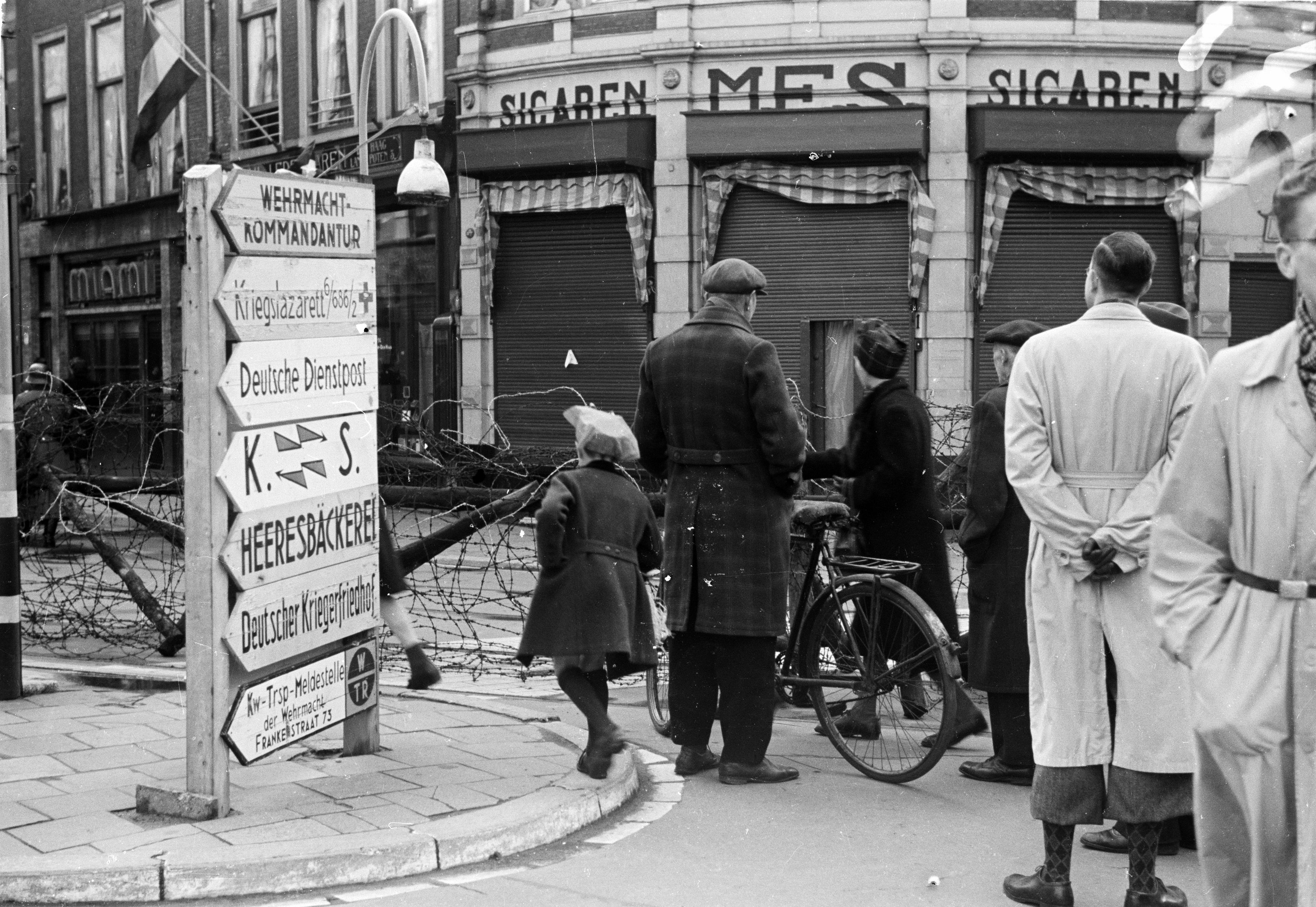
Straßenszene in Den Haag (1945)

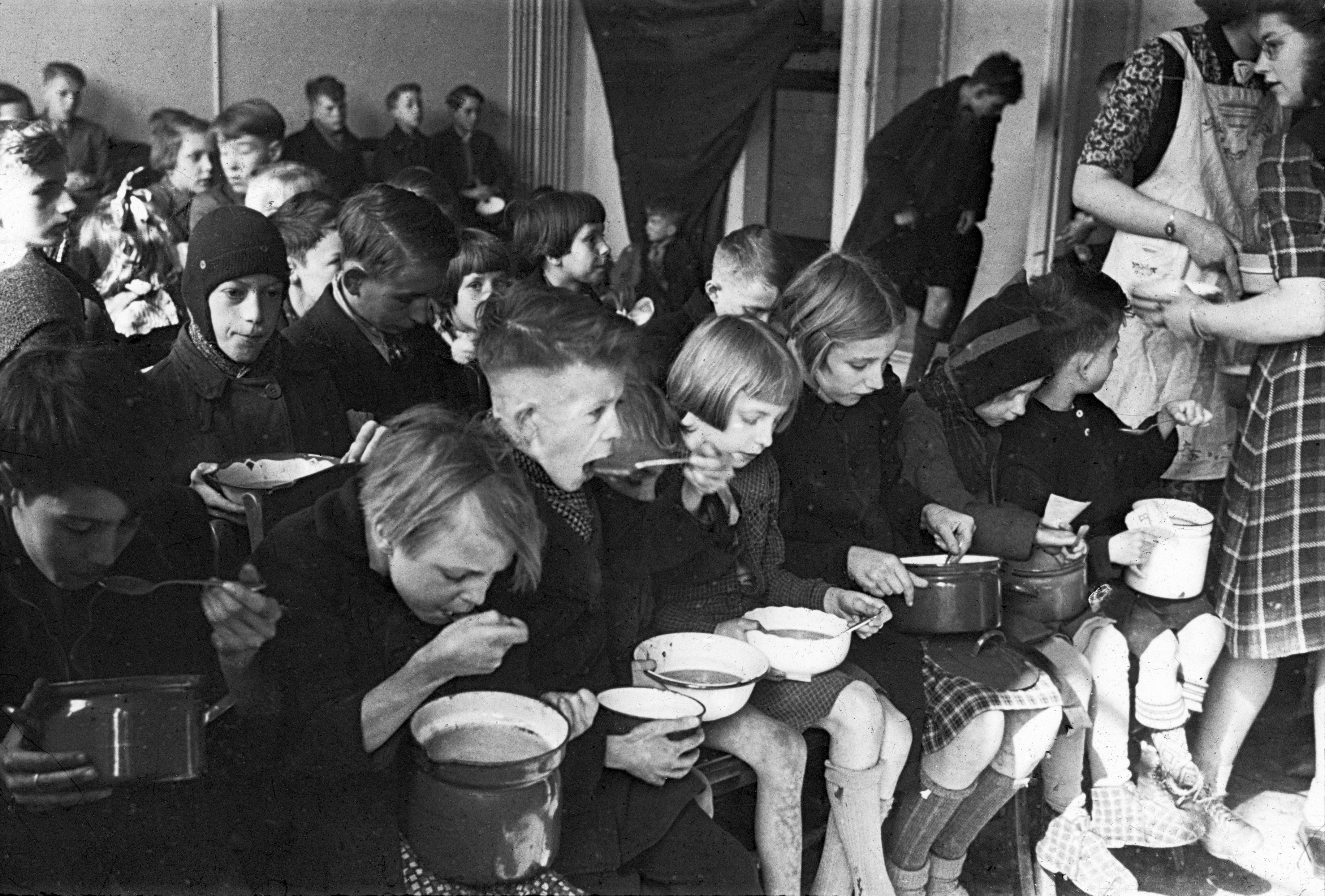
Unterernährte Kinder werden im Hungerwinter in kirchlichen Garküchen versorgt

Gleichzeitig kämpften an der Ostfront niederländische SS-Leute, im Land selbst gab es paramilitärische NS-Organisationen (insgesamt rund 20.000 Menschen) sowie rund 80.000 NSB-Mitglieder. Es gab auch Niederländer, die sich über die Nederlandsche Oost Compagnie als „Siedler“ für den Osten anwerben ließen. Initiator dieser Aktion war Meinoud Rost van Tonningen, der innerparteiliche Rivale von Mussert.
In der ersten Hälfte der Besatzungszeit erlebten die Niederlande einen wirtschaftlichen Aufschwung, und die bis dahin massive Arbeitslosigkeit ging zurück. Zahlreiche Niederländer ließen sich freiwillig zur Arbeit nach Deutschland vermitteln, und niederländische Unternehmen, die für die Deutschen produzierten, erhöhten ihre Umsätze. Eine Hungersnot konnte bis zum letzten Kriegswinter vermieden werden, auch dank eines recht effektiven Zuteilungssystems. In den Städten herrschte naturgemäß größerer Mangel als in den ländlichen Gegenden, wenn auch manche Städter kleine Gärten bestellten.
Der niederländische Autor und Journalist Karel van het Reve (geb. 1921) schrieb in seinem Text Sinterklaas 1944: „Menschen, die die Besatzungszeit nicht erlebt haben, scheinen manchmal zu denken, dass das gewöhnliche Leben in den Niederlanden stillstand, während die schockierenden Dinge, die Lou (sic!) de Jong beschreibt, geschahen. Aber das ist nicht der Fall. Alle gewöhnlichen Dinge gingen einfach weiter.“
Allerdings übten sich die Niederländer in verzetjes (kleine Widerstände) nach dem Motto: „Alles ist verboten, der Rest ist erlaubt“: Es wurden Witze über die Besatzer, die verächtlich Moffen genannt wurden, erzählt, und die Losung „OZO“ (Oranje zal overwinnen = „Oranje wird gewinnen“) wurde verbreitet, etwa durch Wandaufschriften. Orangefarbene Blumen für Gärten und Blumenkästen standen hoch im Kurs. Schulkinder schmückten ihre Fahrräder mit Wimpeln in den Nationalfarben (bis das verboten wurde), Eltern gaben ihren Kindern im Königshaus übliche Namen (bis auch das verboten wurde), andere trugen Münzen mit dem Abbild der Königin an ihren Mänteln (bis es verboten wurde). Deutschen Soldaten wurde warmes Bier serviert, und auf den Straßen wurden Lieder wie „In der Heimat, in der Heimat, da gibts kein Fressen mehr“ gesungen. Ein deutscher Beamter aus Utrecht empörte sich darüber in einem Brief an den Bürgermeister von Zeist – er habe das persönlich gehört – und forderte diesen auf, solche Gesänge zu unterbinden. Als ein Fußballverein mit Namen Oranje spielte, provozierten die Zuschauer anwesende SS-Männer feixend mit dem Ruf „Hup Oranje“.
Eine entscheidende Rolle bei der Rekrutierung von niederländischen Arbeitern für Deutschland – ob freiwillig oder unfreiwillig –, der Verfolgung des Widerstands und der jüdischen Menschen sollte die Einführung des Personalausweises durch die Deutschen spielen. Schon vor Ausbruch des Krieges hatte der Leiter der Staatlichen Melderegister, Jacob Lambertus Lentz, vergeblich auf die Einführung eines solchen Dokumentes gedrängt. Nun, unter deutscher Besatzung, konnte Lentz seine Pläne verwirklichen, und es stellte sich heraus, dass er einen fast fälschungssicheren Ausweis entwickelt hatte, mit Foto, Fingerabdruck und Unterschrift. So entstand in den Niederlanden ein nahezu perfektes Meldesystem, wie es in keinem anderen Land existierte, nicht einmal in Deutschland selbst. Ab April 1941 mussten alle niederländischen Bürgerinnen und Bürger über 14 Jahre ihren Ausweis immer bei sich tragen.
Ab 1942 verschlechterte sich die Versorgung, weil die niederländische Wirtschaft zunehmend von den deutschen Besatzern ausgebeutet wurde; „Nachdem das Ziel, die Niederlande für den Nationalsozialismus zu gewinnen, nicht erreicht worden war, brauchte man auf wirtschaftlichem Gebiet weniger Rücksicht auf Kritik oder Unmutsgefühl seitens der Bevölkerung zu nehmen.“ Emotional wurden die Niederländer besonders von einer Anordnung der „Moffen“ im Sommer 1942 getroffen, dass sie ihre Fahrräder an die Wehrmacht herausgeben sollten. Zwar wurden mit 100.000 Rädern weniger als zwei Prozent der Fahrzeuge konfisziert, doch sorgte die Maßnahme für große Verbitterung.
1943 kam es zum landesweiten April-Mai-Streik, da 300.000 Männer, die im Mai 1940 noch gegen die Deutschen gekämpft hatten, zu Kriegsgefangenen erklärt worden waren und wie viele Tausende zuvor als Arbeiter nach Deutschland geschickt werden sollten – eine Folge der deutschen Niederlage in der Schlacht von Stalingrad, nach der weitere deutsche Männer eingezogen wurden, die als Arbeitskräfte ersetzt werden mussten. Diese Maßnahme traf nahezu jede Familie, aber die Deutschen konnten sie nicht wie geplant umsetzen. Die Besatzer gingen nun regelrecht auf Jagd nach „Arbeitssklaven“, während die Widerstandskämpfer Einwohnermelde- und Arbeitsämter überfielen, um die Erfassung dieser Männer zu verhindern, wie etwa beim Anschlag auf das Einwohnermeldeamt Amsterdam im März 1943. Auch Studenten, die nicht wie gefordert, eine Loyalitätserklärung zum Deutschen Reich unterschrieben, sollten zur Zwangsarbeit nach Deutschland gebracht werden. Von 15.000 Studenten unterschrieben nur 2000, rund 3500 wurden daraufhin verhaftet und ins Reich transportiert. Für die Zunahme starker antideutscher Gefühle sorgte auch die Umsiedlung von rund 200.000 Menschen, die für den Bau des „Atlantikwalls“ ihre Ortschaften verlassen mussten.
Am 21. Mai 1944 kesselten deutsche Soldaten den Sportpark Leeuwarderweg in Sneek ein, wo mehrere Hundert Männer ein Fußballspiel schauten. Es kam die Durchsage, dass sich alle Männer zwischen 18 und 50 am Ende des Spiels ausweisen müssten, um ihre Unabkömmlichkeit nachzuweisen. Es entspann sich eine wilde Verfolgungsjagd, und letztlich konnten die Deutschen nur 24 Männer habhaft werden. Wenige Wochen später töteten Widerständler ein niederländisches Mitglied des Nationalsozialistischen Kraftfahrkorps (NSKK) in der Nähe von Sneek. Zur Vergeltung wurden in der Blutnacht von Sneek vier Honoratioren der Stadt von NSKK-Angehörigen ermordet.
Im September 1944 rief die niederländische Regierung in London die Eisenbahner zum Streik auf, um die deutschen Truppentransporte nach der Landung in der Normandie lahmzulegen. Schon am 5. September hatte sich fälschlicherweise das Gerücht der Befreiung der Niederlande verbreitet (siehe Dolle Dinsdag). 30.000 Eisenbahner tauchten unter, doch die Deutschen nutzten daraufhin eigene Züge. So gelang den Besatzern am 5. und 6. September noch die Räumung des KZ Herzogenbusch und der Transport der Gefangenen ins KZ Sachsenhausen.
Am 10. und 11. November 1944, zu einem Zeitpunkt, an dem der Süden der Niederlande schon befreit war und die Front nur wenige Kilometer von Rotterdam entfernt war, führten die Deutschen die größte Razzia während der Besatzungszeit durch, die Aktion Rosenstock. Dabei wurden 52.000 (von 70.000) Männer zwischen 17 und 40 Jahren aus Rotterdam und Schiedam gefangen genommen, indem 8000 deutsche Soldaten alle Brücken und Plätze in den beiden Städten besetzten. Die Telefonleitungen wurden unterbrochen, und die Straßenbahnen standen still. Ziel war nicht nur, Arbeitskräfte zu „fangen“, sondern auch zu verhindern, dass sich die Männer dem Widerstand anschlossen oder sich auf die Seite der Alliierten schlugen. Folge der umfassenden Deportationen von Männern war, dass Frauen zunehmend bei Widerstandsaktionen in vorderster Reihe aktiv waren.
Die genaue Zahl der niederländischen Arbeiter, die insgesamt zur Zwangsarbeit eingesetzt wurden, ist unbekannt. Man schätzt, dass es zwischen 300.000 und 500.000 Menschen waren, von denen 10.000 ums Leben kamen.

### Verfolgung von Juden, Sinti und Roma

#### Ausgrenzung und Vernichtung

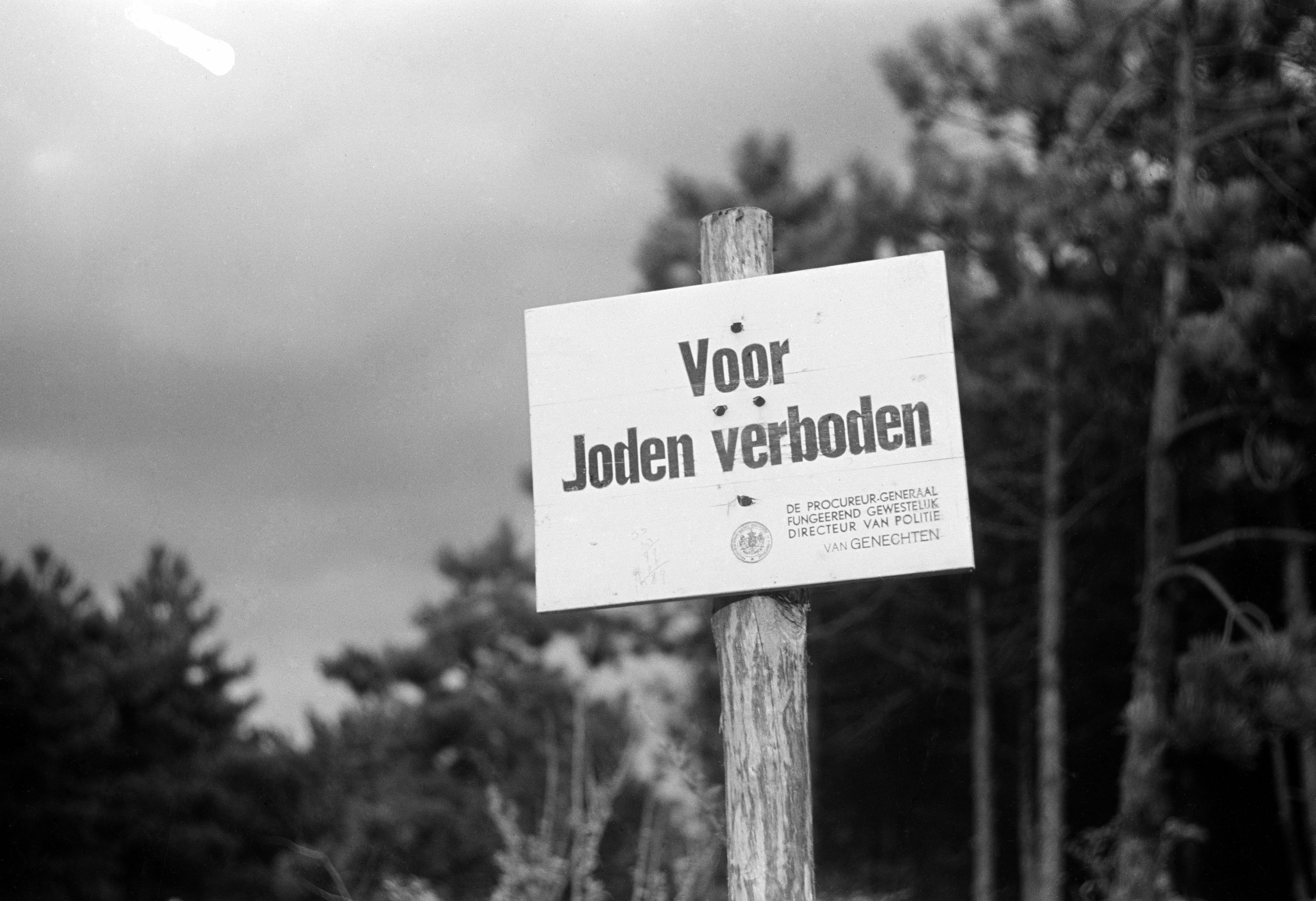
Schild „Für Juden verboten“

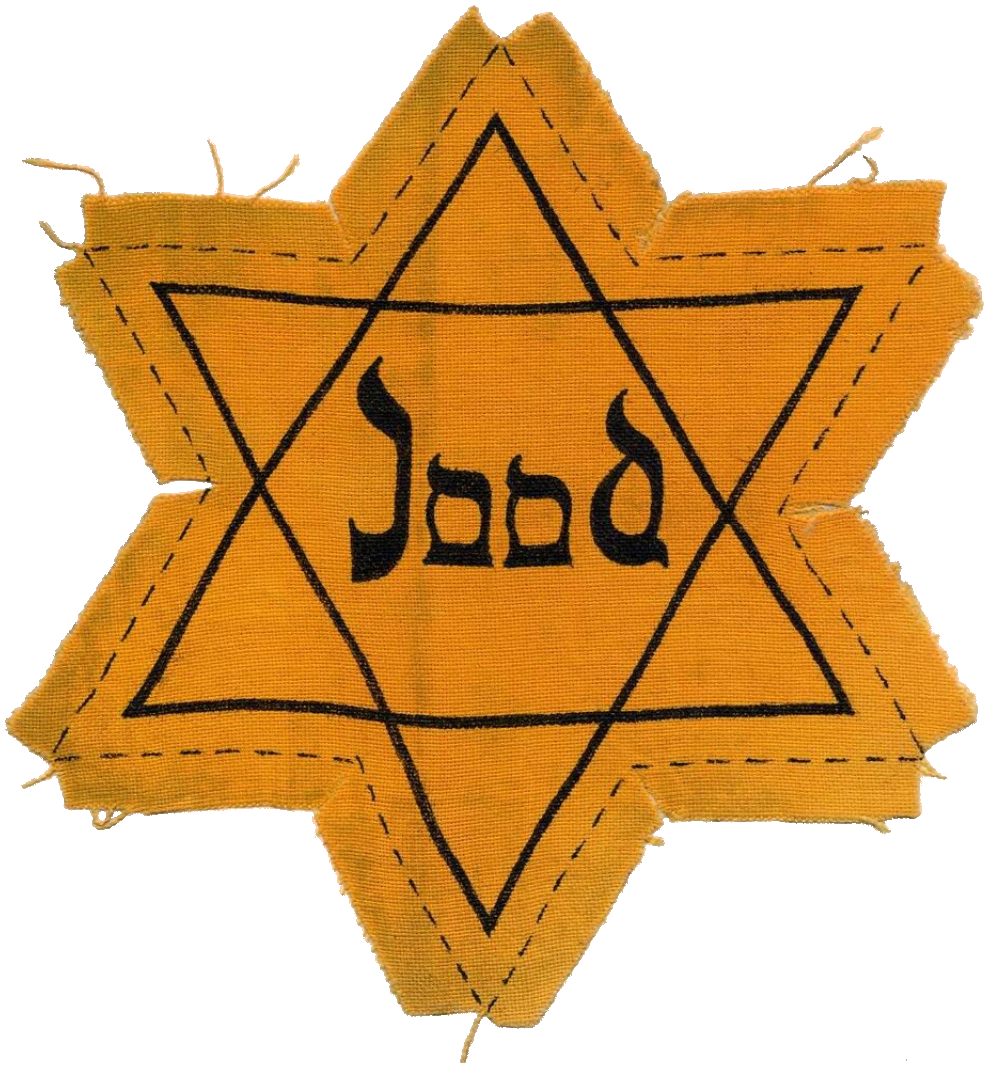
Judenstern mit der niederländischen Aufschrift „Jood“

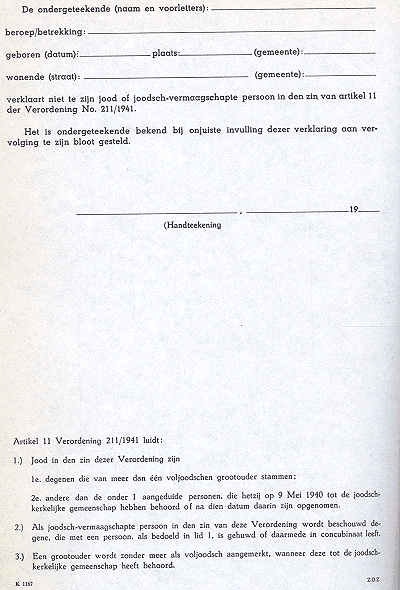
Die „Ariërverklaring“ („Ariererklärung“)

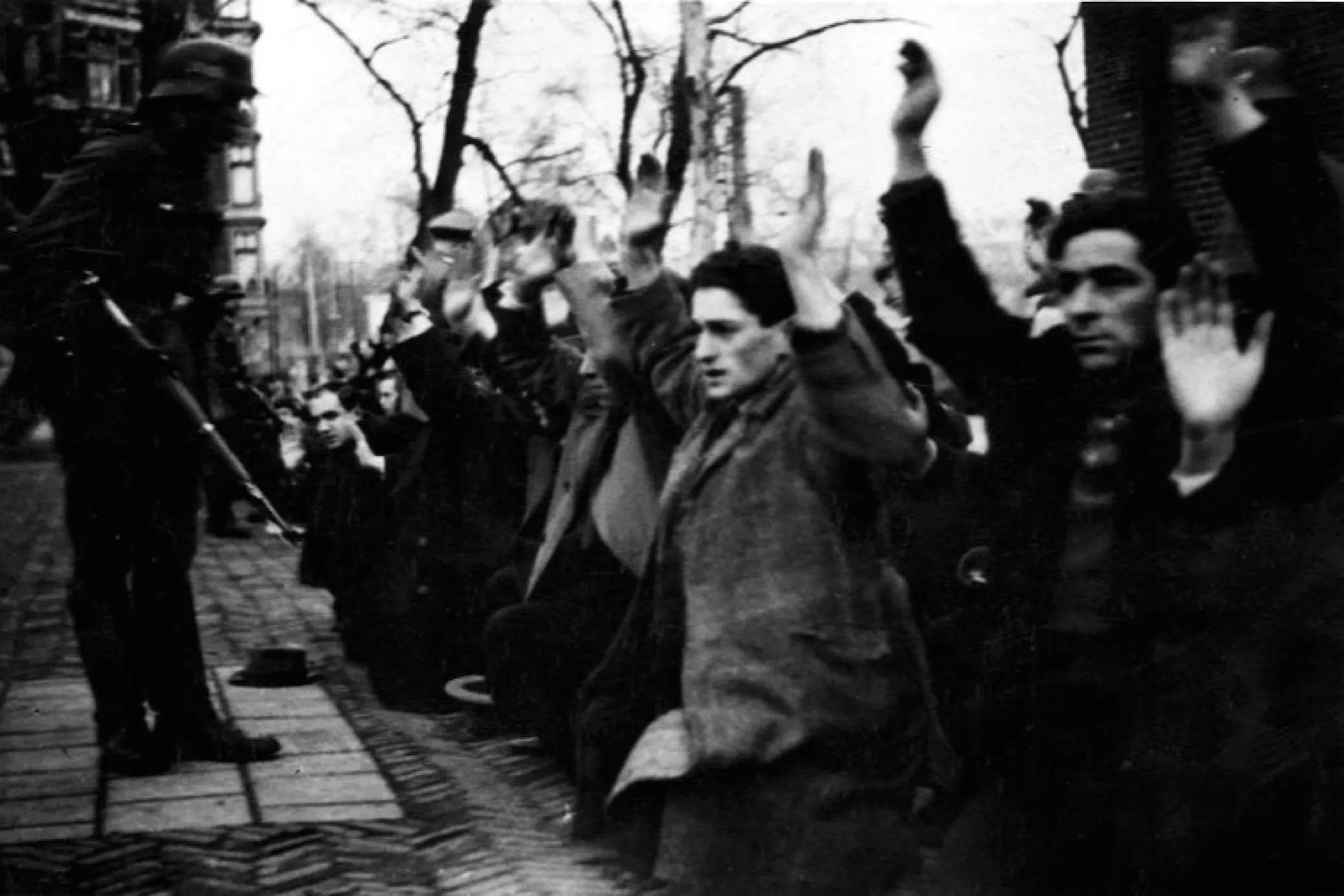
Erste Juden-Razzia in Amsterdam im Februar 1941

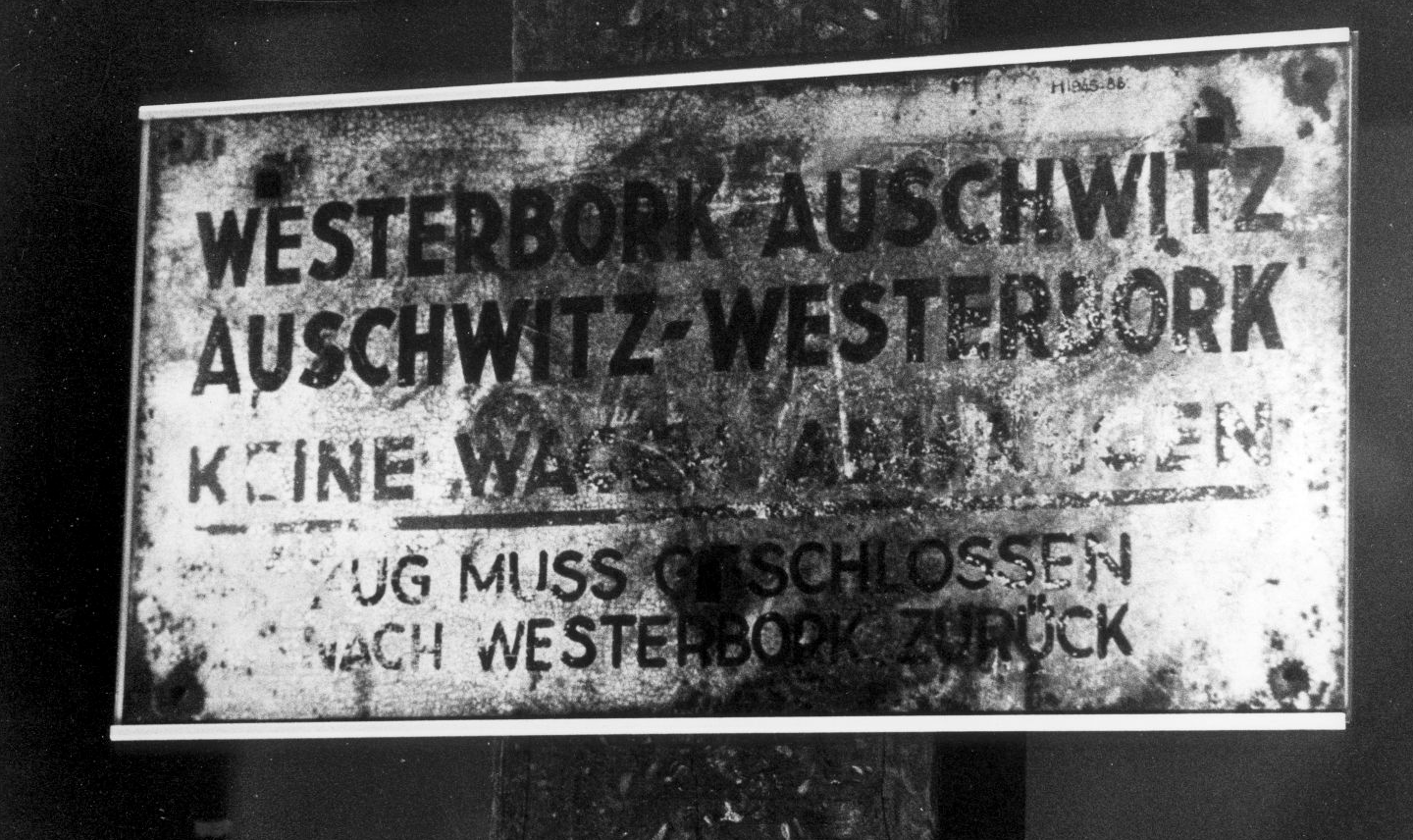
Zugschild „Westerbork–Auschwitz/Auschwitz–Westerbork“

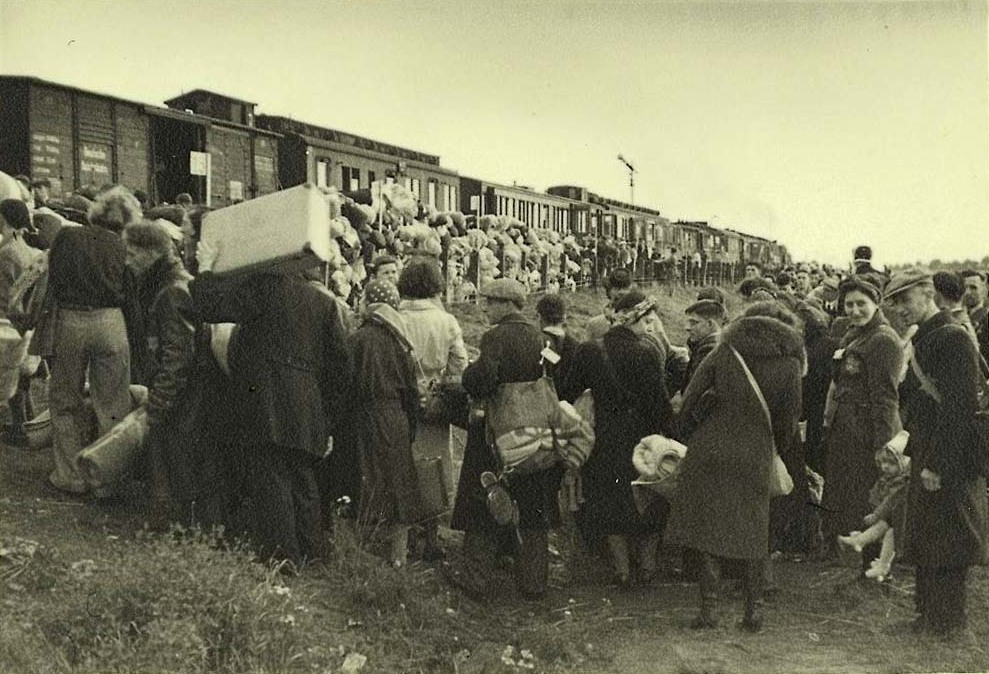
Juden in Westerbork bei der Deportation nach Auschwitz (1942/43)

Unmittelbar nach der Besetzung der Niederlande durch die deutsche Wehrmacht begann die Ausgrenzung der Juden aus der niederländischen Gesellschaft, von Anne Frank in ihrem Tagebuch am 20. Juni 1942 eindrucksvoll dargestellt. Die erste Maßnahme erfolgte am 1. Juli 1940, als Juden vom Luftschutz ausgeschlossen wurden, gefolgt vom Verbot des rituellen Schächtens. Am 28. August 1940 wurde die Anordnung erlassen, dass keine jüdischen Beamte mehr eingestellt oder befördert werden sollten. Wenige Wochen später wurde diese Vorschrift ausgeweitet auf Personen von teilweise jüdischer Herkunft sowie auf Beamte, die eine Ehe mit einem jüdischen Partner eingehen wollten. Im Oktober mussten alle Beamten eine „Ariererklärung“ ausfüllen. Im November 1940 wurde alle jüdischen Personen zum 21. Februar 1941 aus dem Dienst entlassen; das waren etwa im Falle des Innenministeriums 2000 Mitarbeiterinnen und Mitarbeiter von rund 190.000.
Am 26. November 1940 hielt der Dekan der Juristischen Fakultät der Universität Leiden, Rudolph Cleveringa, mit der Unterstützung seines Kollegen Ben Telders eine flammende Rede, in der er öffentlich gegen die Absetzung seines Mentors Eduard Meijers und anderer jüdischer Kollegen durch die deutschen Besatzungsbehörden protestierte. Der Saal war voll besetzt, und die Rede wurde über Lautsprecher nach draußen übertragen. Anschließend sangen die Anwesenden die niederländische Nationalhymne Het Wilhelmus, viele weinten. Es folgte ein Streik der Studenten, der zur Schließung der Universität durch die deutschen Besatzer führte. Cleveringa selbst wurde von den Deutschen verhaftet und für etwa acht Monate festgehalten.
Ein weiteres prominentes Opfer der neuen Politik war der jüdische Vorsitzende des Oberen Gerichtshofs der Niederlande, Lodewijk Ernst Visser. Dieser wurde im November 1940 nach 25 Jahren Zugehörigkeit gemäß den neuen Verordnungen aus dem Amt entlassen; es gab keinerlei Protest von seinen ehemaligen Kollegen. Der Vorsitzende wurde durch den deutschfreundlichen Juristen Johannes van Loon ersetzt. Visser ließ sich nicht mundtot machen, engagierte sich in der Joodse Coördinatie Commissie als Gegenstück zum von den Deutschen eingerichteten Joodse Raad voor Amsterdam und schrieb für die verbotene Zeitung Het Parool. Die deutschen Besatzer forderten ihn auf, seine Aktivitäten einzustellen, weil er andernfalls in ein Konzentrationslager gebracht werde. Er starb im Februar 1942 an einer Hirnblutung; seine Frau kam 1944 im Durchgangslager Westerbork ums Leben.
Im Januar 1941 lebten etwa 140.000 jüdische Menschen in den Niederlanden. Rund 118.000 von ihnen waren Niederländer, rund 14.000 Deutsche – darunter etwa die durch ihr Tagebuch postum bekannt gewordene Anne Frank – und rund 7000 anderer Nationalität. Noch in den Tagen vor dem Mai 1940 gelang es Hunderten von Juden, nach England zu fliehen; etwa 300 Menschen begingen Suizid.
Am 25. Februar 1941 kam es zu kurzen, heftigen Protesten gegen die antijüdischen Maßnahmen. Nach der willkürlichen Verhaftung von ungefähr 400 jüdischen Männern im Alter von 20 bis 35 Jahren legten Tausende Amsterdamer ihre Arbeit nieder, aber auch in einigen anderen Städten (u. a. Zaandam, Haarlem und Utrecht) kam es zu Streiks, der von Kommunisten begonnen, aber bald von vielen anderen mitgetragen wurde. Innerhalb kürzester Zeit war die Stadt voller SS-Leute und deutscher Polizei. Der deutsche Militärbefehlshaber, General Friedrich Christiansen, verhängte den Ausnahmezustand über Nordholland. Es gab etwa 40 Verletzte und neun Tote. Es wurde mit der Verhaftung von weiteren 300 Juden gedroht, wenn der Streik in den zweiten Tag gehe, woraufhin der Protest eingestellt wurde. Ernst Cahn, ein aus Deutschland geflohener Jude, wurde am 3. März auf der Waalsdorpervlakte als vermeintlicher Aufrührer hingerichtet; das Erschießungskommando wurde von Klaus Barbie angeführt. Cahn war der erste Widerständler, der in den Niederlanden von den Deutschen hingerichtet wurde. Dieser Protest gegen die Verhaftung von jüdischen Menschen sollte der einzige seiner Art bleiben. Die Männer wurden in das KZ Buchenwald und dann nach Mauthausen deportiert. Einige Monate später wurde klar, dass sie nicht mehr am Leben waren. Dieser Streik und seine Folgen bedeutete das endgültige Ende des gütlichen Einvernehmens zwischen Besatzern und Einheimischen.
Von Februar bis September 1941 wurden Verordnungen zur Arisierung jüdischen Vermögens erlassen. Für Vereine und Stiftungen wurden „Kommissare“ und für anmeldepflichtige Unternehmen „Treuhänder“ vorgesehen die landwirtschaftlichen Grundstücke waren gemäß Landwirtschaftsentjudungsverordnung innerhalb von zwei Monaten zu verkaufen. Jüdisches Kapitalvermögen musste beim arisierten Bankhaus Bankhaus Lippmann, Rosenthal & Co. hinterlegt werden und dadurch wurden faktisch sämtlich jüdischen Privatvermögen eingezogen. Jüdischer Grundbesitz musste verkauft werden, wobei die erzielten Verkaufspreise deutlich unter dem Marktwert lagen und die Zahlung in Raten über 25 Jahre an das Bankhaus Lippmann vorgesehen war.
An den wichtigen Zufahrtsstraßen zum hauptsächlich von Juden bewohnten Viertel in Amsterdam wurden Schilder mit der Aufschrift „Judenviertel/Joodse wijk“ aufgestellt. Im Laufe des Jahres 1941 kamen weitere Einschränkungen auf die jüdischen Menschen zu, die im ab April 1941 erscheinenden Joodse Weekblad veröffentlicht wurden und deshalb der nichtjüdischen Bevölkerung weitgehend unbekannt blieben: Juden durften keine Kinos mehr besuchen, kein Blut mehr spenden, keine Radios besitzen und keine Handelsmessen besuchen, nicht in öffentlichen Anstalten baden, keine öffentlichen Parkanlagen betreten und keine Zimmer in Badeorten mieten. Zudem durften Juden künftig ausschließlich in jüdischen Schulen unterrichtet werden. Im Zuge der verpflichtenden Einführung von Personalausweisen durch die deutschen Besatzer ab April 1941 für alle Niederländerinnen und Niederländer über 14 Jahre wurden die Ausweise von jüdischen Menschen mit einem „J“ gekennzeichnet.
Am 19. Mai 1941 gab die Leitung des Reichskommissariats Niederlande, bestehend aus Arthur Seyß-Inquart und seinen vier Generalkommissaren, die Anweisung weiter, dass die Niederlande in Zukunft „judenfrei“ sein sollten. Ende des Jahres wurde beschlossen, das Lager Westerbork zum „Polizeilichen Judendurchgangslager Westerbork“ umzuwandeln. Die jüdischen Menschen, die dort von den niederländischen Behörden untergebracht worden waren, wurden „übernommen“, und sie hatten keine Möglichkeit zu entkommen. Ab Oktober 1942 bauten die Nederlandse Spoorwegen eine Schienenanbindung nach Hooghalen, die das Lager mit der Strecke Meppel–Groningen verband. Die Kosten dafür wurden aus beschlagnahmten jüdischen Vermögen bestritten. Ab dem 1. Juli 1942 bis zum 13. September 1944 fuhren von Westerbork aus insgesamt 93 Züge nach Auschwitz-Birkenau, Sobibor, Theresienstadt und Bergen-Belsen. Weitere Sammellager wurden in Amersfoort und Herzogenbusch eingerichtet. Ab Januar 1942 wurden immer mehr jüdische Männer in Arbeitslager in den Niederlanden geschickt. Nach dem Beginn der Deportationen im Juli desselben Jahres hatte es zunächst den Anschein, dass sie nicht nach Polen mussten, da sie schon in den Niederlanden Zwangsarbeit leisteten. Doch Anfang Oktober 1942 wurden diese Männer zusammen mit ihren Familien, insgesamt mehr als 12.000 Menschen, in einer einzigen groß angelegten Aktion festgenommen und fast alle noch im selben Monat nach Auschwitz-Birkenau verschleppt. Ab 2. Mai 1942 wurden Juden verpflichtet, einen gelben Stern zu tragen, und es wurde ihnen der Besitz von Fahrrädern verboten.
Der niederländische Oberste Gerichtshof stellte im verfassungsrechtlichen Prüfungsentscheid für die neuen, von den Besatzern erlassenen Gesetze fest, dass es ihm nicht zustehe, diese inhaltlich zu prüfen. Erst im Mai 1943 präzisierte die Exilregierung ihre Anordnung aus dem Jahr 1937, nach der Beamte weiterhin ihren Dienst versehen sollten, dahingehend, dass dabei natürlich das zuvor bestehende Recht maßgeblich sei: „Die Verordnungen gegen die Juden entbehren demnach jeder Rechtsgrundlage“, eine Mitwirkung an den Maßnahmen sei untersagt. Diese Anweisung kam allerdings für die meisten Juden in den Niederlanden zu spät. Die angesprochenen Beamten reagierten zum Teil empört, habe sich doch die Regierung nach England in Sicherheit gebracht und sei nicht imstande, die Lage vor Ort zu beurteilen.
Nachdem im Sommer 1942 die Deportationen aus den Niederlanden begonnen hatten, konnten die Besatzer im September zufrieden feststellen, dass die anti-jüdischen Maßnahmen unter der Bevölkerung „vor allem Mitleid“ hervorgerufen hatten, dass es aber „zu keinerlei Handlungen“ gekommen sei. Der Historiker Friso Wielenga zog in seiner Publikation aus dem Jahr 2008 das Fazit, „dass sich lediglich eine kleine Minderheit der niederländischen Bevölkerung das Schicksal der Juden wirklich zu Herzen nahm und bereit war zu helfen, während sich die Mehrheit neutral verhielt“.
Die „Hausraterfassungsstelle“, dem Einsatzstab Reichsleiter Rosenberg unterstellt, inventarisierte und beschlagnahmte jüdischen Hausrat, der für die Einrichtung und Instandsetzung von Verwaltungen, Büros und Wohnungen für Angestellte – unter anderem im Rheinland – konfisziert wurde. Der Leiter dieser Stelle, Willem Briedé, holte einmal im Monat bei der „Plünderbank“ Lippmann, Rosenthal & Co. Sarphatistraat (LiRo) einen Koffer mit Geld ab, um die Gehälter an seine Mitarbeiter auszuzahlen. Die Verfolgung der Juden sollte „kostenneutral“ erfolgen, so dass die Menschen auf Umwegen ihre eigene Vernichtung finanzierten. Ab März 1943 bekamen die Mitarbeiter der „Kolonne Henneicke“, eine Unterabteilung der „Hausratserfassungstelle“, den zusätzlichen Auftrag, untergetauchte Juden aufzuspüren, festzunehmen und in der Hollandsche Schouwburg abzuliefern. Pro Jude war von den Deutschen ein Kopfgeld von 7,50 Gulden ausgesetzt. Von März bis Oktober 1943 stöberte die Kolonne 8000 bis 9000 jüdische Menschen auf, von denen die meisten in Konzentrationslagern ums Leben kamen. Aus den Reihen dieser „Kopfgeldjäger“ soll auch derjenige gekommen sein, der die Familie Frank verriet; dabei könnte es sich um die Kollaborateurin Ans van Dijk gehandelt haben, die für den SD arbeitete. Im Januar 1943 wurden nahezu 1300 jüdische Menschen – Patienten und Pflegekräfte – aus dem psychiatrischen Krankenhaus Het Apeldoornsche Bosch auf direktem Wege nach Auschwitz deportiert, wo fast alle von ihnen ermordet wurden.
Von 1942 bis 1943 diente das ehemalige Theater Hollandsche Schouwburg als Sammel- und Meldestelle für jüdische Menschen aus Amsterdam, wo die Mehrheit der niederländischen Juden, viele von ihnen seit 1942 zwangsweise, lebte. Von dort aus wurden sie mit dem Zug ins Lager Westerbork transportiert. Widerstandsgruppen gelang es, rund 600 Kinder vor der Deportation zu retten, indem sie sie aus dem „Kinderhaus“ der Schouwburg schmuggelten und in Pflegefamilien unterbrachten.
Das Durchgangslager Westerbork, das ab Oktober 1942 von dem Düsseldorfer SS-Obersturmführer Albert Konrad Gemmeker geleitet wurde, funktionierte nach außen hin wie ein normales Dorf: Es gab Lehrangebote und Sport, ein Krankenhaus, ein Warenhaus, ein Postamt und eine Kantine, in der mit „Lagergeld“ bezahlt werden konnte. Der lagereigene Bauernhof lieferte Lebensmittel. In den Werkstätten wurden unter anderem Schuhe, Nähmaschinen, Matratzen, Kleidung und Bürsten hergestellt. Die Lagerinsassen zerlegten in den Demontagebetrieben Flugzeugwracks, Batterien, Kabel und Geräte. Einmal wöchentlich wurden Revuen, Theaterstücke und Konzerte aufgeführt. Für die Kinder gab es einen Kindergarten und eine Schule. Das Krankenhaus im Lager unter dem jüdischen Chefarzt Fritz Spanier galt als eines der besten in den Niederlanden. Auf seinem Höhepunkt verfügte es über 1725 Betten, 120 Ärzte und mehr als 1000 Krankenpfleger und sonstiges Personal, mit allen möglichen Stationen und Spezialisten. „Man tat sein Äußerstes, die Patienten am Leben zu erhalten und zu heilen, um sie danach der Deportationsmaschine auszuliefern.“
Gemmeker errichtete in Westerbork eine Scheinwelt, in der mit den Hoffnungen der Insassinnen und Insassen gespielt wurde. Die Atmosphäre war von einem ständigen Kampf der Bewohner geprägt, nicht auf die Transportlisten für die Züge gesetzt zu werden, die jede Woche dienstags Richtung Osten fuhren. Während sein Vorgänger Erich Deppner sich durch Brutalität und Alkoholismus ausgezeichnet hatte, gab sich Gemmeker nach außen hin freundlich und zuvorkommend, um dann willkürlich Menschen abtransportieren zu lassen. Insassen sagten über ihn: „Der vorige Kommandant trat die Leute mit dem Stiefel nach Polen, dieser lächelt sie nach Polen.“ Das Resultat war, dass die Deportationen ungewöhnlich reibungslos verliefen, zur Zufriedenheit von Gemmekers Vorgesetzten.
Von Westerbork aus fuhren von 1942 bis 1944 insgesamt 93 Züge mit 101.000 Menschen in Richtung der Vernichtungslager, die ersten am 15. und 16. Juli 1942. Die Züge hatten die Zielorte Auschwitz (57.800 Deportierte; 65 Züge), Sobibor (34.313 Deportierte; 19 Züge), Bergen-Belsen (3.724 Deportierte; 8 Züge) und Theresienstadt (4.466 Deportierte; 6 Züge). Um unnötige Unruhe zu vermeiden, wurde erst wenige Stunden vor Abfahrt bestimmt, wer auf den Transport gehen sollte. Am 3. September 1944 fuhr der letzte Zug mit 279 Menschen nach Bergen-Belsen, darunter 77 Kinder sowie die Familie von Anne Frank. Am 12. April 1945 wurde Westerbork, wo sich noch rund 500 Menschen befanden, von kanadischen Soldaten befreit; Lagerleiter Gemmeker hatte das Lager tags zuvor verlassen.
1941 waren rund 140.000 jüdische Menschen in den Niederlanden registriert gewesen. Nur wenigen von ihnen gelang die Flucht nach England, der Weg nach Süden war ihnen versperrt, da auch Belgien unter deutscher Besatzung stand. Insgesamt wurden 107.000 Menschen auf 102 Transporten in Vernichtungslager deportiert; 5000 von ihnen überlebten das Kriegsende. Damit waren es rund 75 Prozent der niederländischen Juden, die im Holocaust ermordet wurden. Hinzu kamen rund 2000 Opfer, die in den Niederlanden vom Mai 1940 bis Mai 1945 Suizid begingen sowie Menschen, die in deutscher Gefangenschaft in den Niederlanden getötet wurden oder in Lagern umkamen.

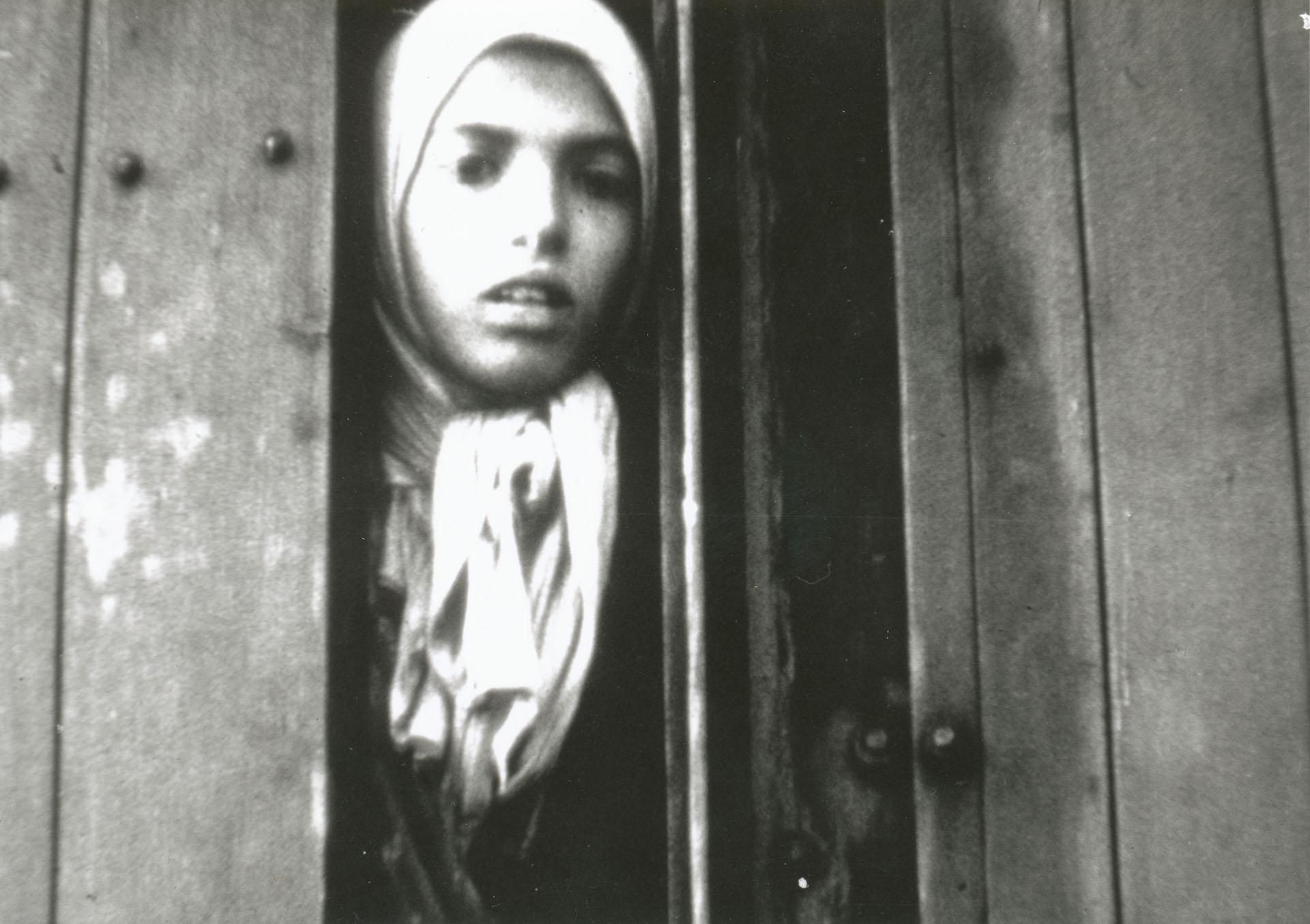
Die Romni Settela Steinbach in dem Zug, der sie 1944 nach Auschwitz brachte, wo sie ermordet wurde

Nach Angaben des Roten Kreuzes aus dem Jahre 1947 wurden jüdische Menschen unter 16 und über 50 Jahren in den Niederlanden „praktisch ausgerottet“. Damit verzeichneten die Niederlande unter den von Deutschland besetzten Ländern Westeuropas die meisten Holocaust-Opfer, sowohl prozentual als auch in absoluten Zahlen. Diese hohen Zahlen werden unter anderem dadurch erklärt, dass die deutschen Ordnungskräfte wie Polizei und Gestapo in den Niederlanden die Alleinherrschaft über Organisation und Durchführung der Deportationen hatte, aber auch das effiziente Meldesystem und die geographische Lage hätten dazu beigetragen. Zudem ließ sich der niederländische Staatsapparat unter deutscher Kontrolle für die gegen jüdische Menschen gerichteten Maßnahmen einspannen, was Romijn auch auf traditionelle Obrigkeitshörigkeit der Niederländer zurückführt. Letztlich habe die Mehrheit der niederländischen Gesellschaft die enorme Gefährdungslage und Schutzbedürftigkeit der Juden nicht oder nicht rechtzeitig genug erkannt – „oder wollte sie vielleicht auch nicht erkennen“.
Als weitere Erklärung führt Romijn das sogenannte „niederländische Paradoxon“ an: Die in den Niederlanden fortgeschrittene Assimilation und Integration der Juden hätten diesen ein „trügerisches Gefühl der Sicherheit“ vermittelt, weshalb sie nicht gegen die Radikalisierung der Verfolgung gewappnet gewesen seien. Der Organisator der Ermordung von rund sechs Millionen Menschen, Adolf Eichmann, lobte später, in den Niederlanden habe die Verfolgung der Juden „wie am Schnürchen“ geklappt.
Am 14. Mai 1944 gaben die deutschen Besatzer die Anweisung an die Polizei „[…] eine zentral geführte Festnahme aller in den Niederlanden verbleibenden Personen, die das Merkmal der Zigeuner besitzen“ durchzuführen und diese Menschen zum Kamp Westerbork zu transportieren. 200 Menschen wurden kurz nach ihrer Ankunft in Westerbork wieder freigelassen, da sie keine Sinti oder Roma-Familien waren, sondern lediglich in einem Wohnwagen lebten. Über 50 Sinti und Roma durften das Lager verlassen, weil sie Pässe eines neutralen oder verbündeten Landes hatten. Am 19. Mai 1944 wurden 245 Sinti und Roma nach Auschwitz deportiert. Eine von ihnen war Settela Steinbach, deren Foto sie über ihren Tod in Auschwitz hinaus bekannt machte. Von den 245 Menschen überlebten nur 30 den Krieg.

#### Der „Joodse Raad voor Amsterdam“

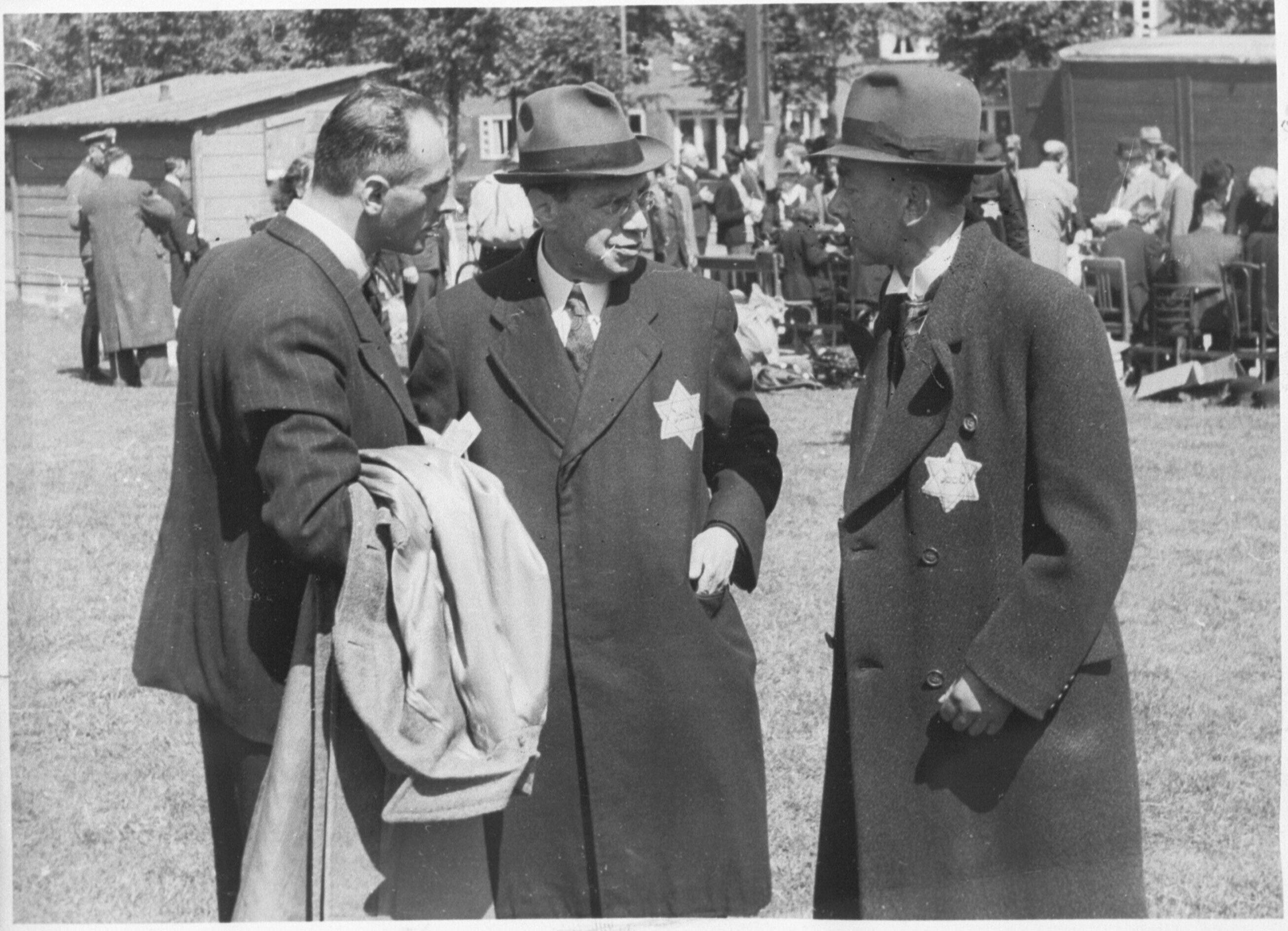
David Cohen (M.), mutmaßlich mit weiteren Mitgliedern des Joodse Raad auf dem Olympiaplein

Parallel zu den gewalttätigen Auseinandersetzungen im Februar 1941 wurde auf deutsche Initiative der Joodse Raad voor Amsterdam gegründet, der eine Vermittlerrolle zwischen den Besatzern und der jüdischen Gemeinde einnehmen sollte. Er hatte 20 Mitglieder und wurde von zwei Vorsitzenden geleitet, dem Diamantenhändler Abraham Asscher, Präsident der Niederländisch-Israelitischen Gemeinde und Mitglied der Provinzialstaaten der Provinz Noord-Holland für die Liberale Staatspartij, sowie dem Geschichtsprofessor David Cohen. Beide Männer waren Vertreter des bürgerlichen Judentums, das dem jüdischen Proletariat distanziert gegenüber stand.
Der Raad beschäftigte mehrere Hundert Menschen, die sich um die Betreuung von Alten und Kranken kümmerten, die Organisation des Schulunterrichts und die Beschaffung von Lebensmitteln und Kleidung. Bis Mai 1943 waren die Mitarbeiterinnen und Mitarbeiter des Joodse Raad für Deportationen „gesperrt“. Er verhandelte mit den Besatzern über die Freistellung von Menschen von der Deportation, was die Illusion hervorrief, dass der Raad Deportationen tatsächlich verhindern könne. Für 35.000 Menschen wurde die Freistellung beantragt. Im Mai 1943 sollte die Sperre für die Hälfte von ihnen aufgehoben werden. Als Cohen versuchte, das zu verhindern, drohte der Leiter der Zentralstelle für jüdische Auswanderung in Amsterdam, Ferdinand aus der Fünten, willkürlich 7500 Namen aus den Listen auszuwählen. Ende Juli 1943 wurde der Raad aufgelöst, und am 23. September 1943 die letzten niederländischen Juden deportiert, darunter auch Asscher (Bergen-Belsen) und Cohen (Theresienstadt). Der Raad, der bis September 1943 existierte, hatte sich „unfreiwillig zu einem Instrument der deutschen Verfolgungspolitik“ entwickelt, der den Deutschen „eine Menge administrativer Scherereien“ ersparte.
Nach Ansicht der Historikerin Nanda van der Zee kam Cohen, „als Leiter des Joodse Raad eine zentrale Rolle beim Untergang des niederländischen Judentums zu“. Er habe der deutschen Besatzungsmacht bei der Deportation von Juden nicht allzu viele Steine in den Weg gelegt. Der niederländische Historiker Peter Romijn, Mitarbeiter des NIOD, urteilte hingegen, dass die „verzweifelte Strategie“ des Raad, durch Kooperation mit den Besatzern Menschenleben zu retten, letztlich deren Interessen gedient habe, und mache „die besondere Tragik des Joodse Raad“ aus. Rückblickend hätten auch die schärfsten Kritiker erkennen müssen, dass eine Verweigerung der Kooperation zwar einen „moralischen Gewinn“ bedeutet hätte, jedoch keine wirksame Möglichkeit zur umfangreichen Rettung von Juden geboten hätte. Von den niederländischen Institutionen und Spitzenbeamten habe der Judenrat zudem keine Rückendeckung erhalten.

### Widerstand

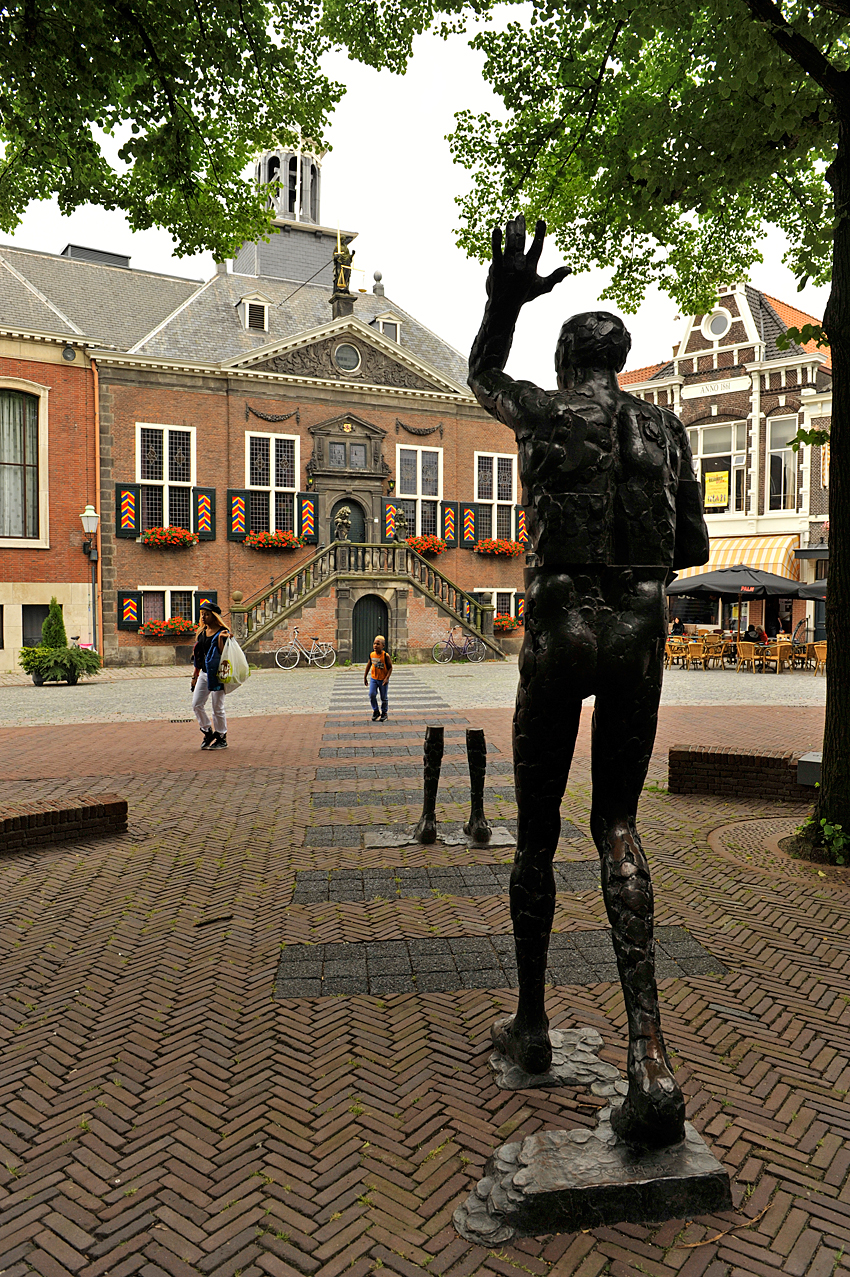
Das Geuzenmonument in Vlaardingen

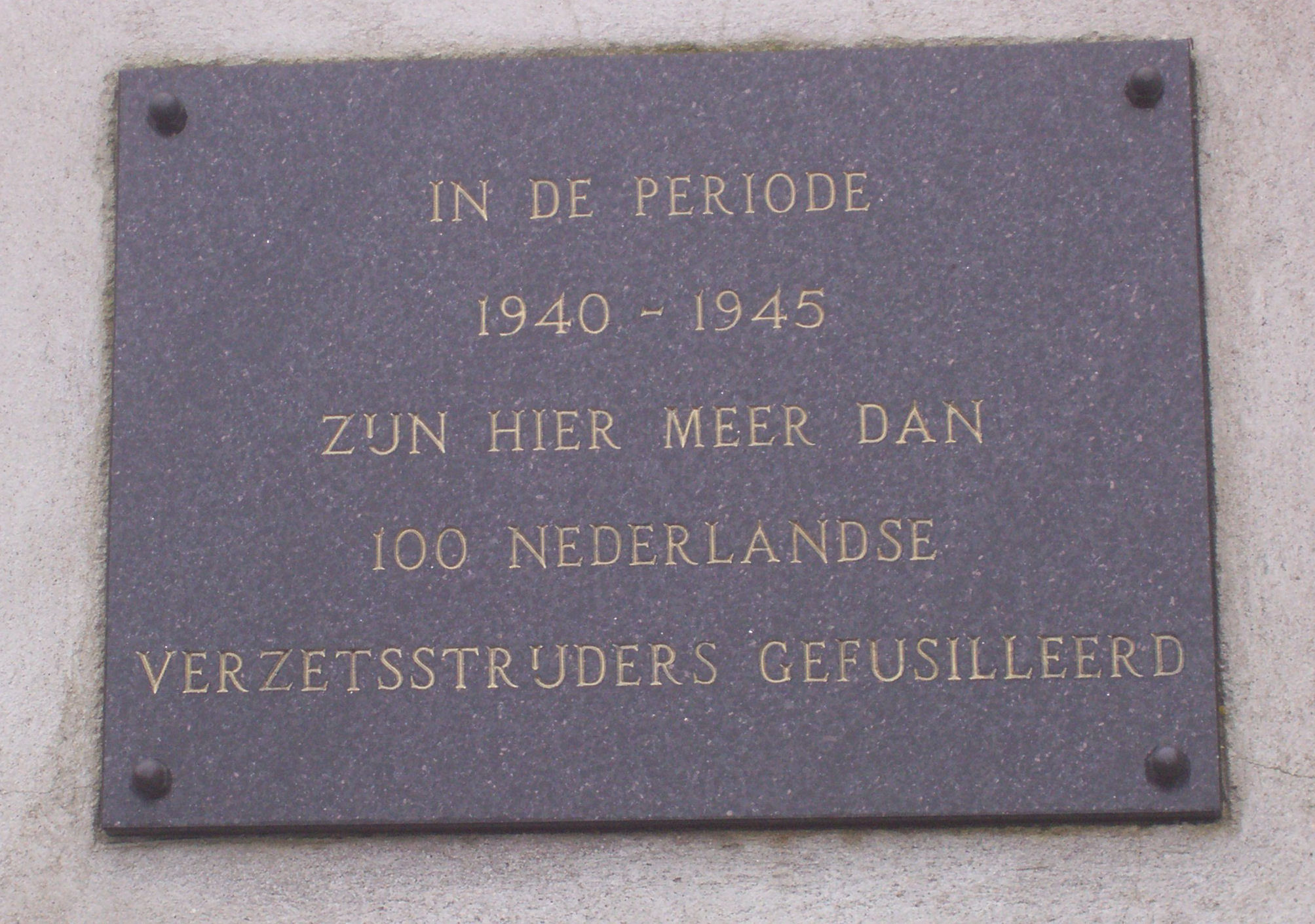
Gedenktafel im KZ Sachsenhausen

Unter „Widerstand“ gegen die deutsche Besetzung sind viele verschiedene Formen von Aktivitäten zu unterscheiden: Das Verfassen und Verbreiten verbotener Druckerzeugnisse, das Sammeln militärischer Informationen zur Unterstützung der Alliierten, das Verstecken verfolgter Menschen sowie das Entwickeln von Fluchtwegen für diese und abgeschossene alliierte Piloten. Da nicht genau definiert werden kann, was „Widerstand“ oder „Untergrund“ umfasste und manche Menschen in verschiedenen Funktionen aktiv wurden, schwanken die Zahlen der widerständigen Niederländerinnen und Niederländer zwischen 25.000 und 60.000.
Loe de Jong schätzte in seinem Standardwerk Het Koninkrijk der Nederlanden in de Tweede Wereldoorlog, dass es bis 1942 einige Hundert Niederländer gegeben habe, die wegen ihres Widerstandes im Untergrund lebten, 1942 seien es schon mehrere Tausend gewesen, und bis zum Mai 1945 habe die Untergrundbewegung rund 45.000 Menschen umfasst, bei einer Gesamtbevölkerung von rund neun Millionen Niederländern.
Schon vier Tage nach dem Einmarsch der Deutschen, am 14. Mai 1940, wurde in Vlaardingen die erste Widerstandsgruppe gegründet, die Geuzen, die Spionage betrieb und kleinere Sabotageakte verübte. Sie verfasste sogenannte Geuzenbriefe, anti-deutsche Flugblätter, in denen die Niederländer zum Widerstand aufgerufen wurden. Ihre Aktionen waren unorganisiert und amateurhaft, „ihre Mitglieder wussten nicht, dass sie mit ihrem Tun ihr Leben riskierten“. Im November 1940 wurden Hunderte vermeintliche Geuzen von den deutschen Besatzern verhaftet. Nach einem Schauprozess, mit dem die Deutschen ein Exempel statuieren wollten, wurde 18 Geuzen zum Tode verurteilt und am 13. März 1941 auf der Waalsdorpervlakte hingerichtet; ein Geuzen-Mitglied war zuvor schon an den Folgen von Folter gestorben.
Während die Zeitung Standaard vor „Märtyrertum“ warnte, gab es aber auch erste öffentliche Stimmen des Widerstandes, wie etwa die Artikel von Klaas Schilder in De Reformatie und Hendrik Algra im Friesch Dagblad. Die Autoren wurden verhaftet, die Reformatie verboten, und das Friesch Dagblad stellte aus Protest gegen die fortschreitende Zensur sein Erscheinen ein. Weitere Untergrundzeitungen waren Trouw (protestantisch), Het Parool (sozialdemokratisch), Vrij Nederland (protestantisch) und De Waarheid (kommunistisch).
Ende Oktober 1940 wurde in den meisten Kirchen eine Protesterklärung gegen die neue Bestimmung verlesen, nach der Juden keine Beamten mehr sein durften. Andererseits empfahlen die christlichen Bildungsorganisationen ihren Mitgliedern, die nun erforderlichen Ariernachweise auszufüllen. Jan Koopmans, Sekretär der christlichen Studentenvereinigung Nederlandse Christen-Studentenvereniging (NCSV), schrieb daraufhin eine Broschüre mit dem Titel Bijna te laat (Beinahe zu spät), in der er diese Empfehlung scharf verurteilte und die mit 50.000 Exemplaren verteilt wurde. Die Niederlande, so Koopmans, hätten „diese Schlacht“ schon verloren, da fast alle Beamten diese „Ariererklärung“ ausgefüllt und unterschrieben hätten. Für Widerstand sei es „zu spät“: „Zij gaan eruit en zij gaan eraan!“ („Man bringt sie [die Juden] weg, man bringt sie um!“)
Spätestens ab 1942 war die Widerstandsbewegung so weit organisiert, dass sie einigermaßen effektiv arbeiten konnte. Die meisten Gruppen hatten entweder einen sozialistischen oder einen calvinistischen Hintergrund, so dass oftmals Menschen von ganz „links“ mit solchen von „rechts“ zusammenarbeiteten. Ein Gestapo-Mitarbeiter in Delfzijl nannte die orthodox-calvinistische Kirche die „größte illegale Organisation der Niederlande“. Der niederländische Geert Mak beschrieb die Entwicklung im Widerstand:

„So bereitete sich allmählich ein kleines Wunder vor: gerade bei den «kleinen Leuten», die wie niemand sonst die gottlosen Bolschewisten hassten, die in ihrer Mehrheit nichts von Pazifisten, Engländern, moderner Kunst, jüdischen Autoren und anderen Sittenverderbern hielten, gerade bei diesen Orthodoxen also, die Ordnung und Autorität so sehr liebten, bilden sich schon früh allerlei Gruppen, die zum Kern einer Widerstandsbewegung werden sollten. Diese Kalvinisten hatten in ihrem Inneren etwas Hartes, neigten zur Starrheit, zum sturen Beharren auf Prinzipien und auf dem, was sie für Recht hielten, und darin lag etwas Gnadenloses, sie waren furchtbar, wenn es um Leidenschaft ging, um Schönheit, um Gefühle – aber man konnte sich bei ihnen verstecken.“

Umfangreicher wurde der Widerstand ab dem April-Mai-Streik 1943, als auch die nichtjüdische niederländische Bevölkerung mehr und mehr die Auswirkungen der Besatzungszeit zu spüren bekam. Eines der vorrangigen Ziele war das „Zerreißen des Registrierungsnetzes“, mit dem die Besatzer die Bevölkerung im Griff hatte. Es bildeten sich zahlreiche Gruppen, die auf besondere Aktivitäten spezialisiert waren. Helena Kuipers-Rietberg, Angehörige der protestantischen Frauenbewegung, und der Pastor Frits Slomp etwa gründeten Mitte 1942 das Netzwerk Landelijke Organisatie voor Hulp aan Onderduikers (LO), das es sich zur Aufgabe machte, jüdische Menschen zu verstecken. Die Landelijke Knokploegen (LKP) übernahmen operative Aktionen wie das Besorgen von Personaldokumenten und Lebensmittelmarken. Der Bildhauer Gerrit van der Veen gründete die Persoonsbewijzencentrale zur Fälschung dieser Dokumente. Der Nationaal Steun Fonds unter dem Bankier Walraven van Hall organisierte wiederum das notwendige Geld für diese Aktivitäten. In Amsterdam gründete sich die Gruppe De Ondergedoken Camera (Die untergetauchte Kamera), die zwischen 1943 und 1945 die Besatzung fotografisch dokumentierte.
Zu einem offenen Kampf bewaffneter Gruppen mit den deutschen Besatzern kam es nie. Der Sozialdemokrat Koos Vorrink hatte noch die Hoffnung geäußert, dass „der Untergrund“ in größerem Rahmen werde kämpfen können und „jugoslawische Zustände“ herrschen sollten. Sein Parteigenosse Willem Drees konterte diese Vorstellung: „Dann müssten wir hier erst mal den jugoslawischen Raum und die jugoslawischen Berge haben.“
Aktionen des Widerstands hatten in der Regel harte Repressionen der Zivilbevölkerung zur Folge, die gegen Ende des Kriegs immer willkürlicher und grausamer wurden, „eine Politik des entfesselten Terror“. So wurden etwa im Fall Putten am 2. Oktober 1944 über 661 Männer aus der Ortschaft Putten als Vergeltung für die Tötung eines deutschen Soldaten auf Befehl von General Christiansen deportiert, von denen 612 in Konzentrationslagern ums Leben kamen, die meisten von ihnen im KZ Neuengamme. Die restliche Bevölkerung musste das Dorf verlassen, das anschließend von Angehörigen der Wehrmacht zerstört wurde. Als Reaktion auf eine Reihe von Anschlägen niederländischer Widerstandskämpfer, bei denen unter anderem Hendrik Alexander Seyffardt, Befehlshaber der niederländischen Freiwilligenlegion, getötet worden war, verübte die SS unter dem Decknamen Sonderkommando Silbertanne systematisch Vergeltungsmorde an Zivilisten: Für einen ums Leben gekommenen Deutschen oder Niederländer, der mit den Besatzern zusammengearbeitet hatte, sollten jeweils drei bis fünf niederländische Widerstandskämpfer oder Niederländer, von denen eine Zusammenarbeit mit Widerstandskreisen bekannt war beziehungsweise die eine „antideutsche“ Einstellung hatten, getötet werden. Auf diese Weise wurden mindestens 54 Niederländer von den SS-Angehörigen ermordet.
Am 6. März 1945 – nach dem Hungerwinter – überfielen Widerständler, die eigentlich Schweinefleisch aus einem Lastwagen hatten stehlen wollen, bei Woeste Hoeve versehentlich das Auto von Hanns Albin Rauter und erschossen dessen Adjutanten und den Fahrer. Rauter überlebte den Überfall. Zur Vergeltung wurden zwei Tage später 263 Gefangene, die man willkürlich aus Gefängnissen und Konzentrationslagern geholt hatte, hingerichtet, darunter der polnische Pilot Czesław Oberdak und der niederländische Widerstandskämpfer Jan Thijssen.
Viele Widerständler wurden im sogenannten Oranjehotel, dem Gefängnis von Scheveningen, inhaftiert. Es wird geschätzt, das dort zwischen 1940 und 1945 bis zu 30.000 Menschen einsaßen. Genaue Angaben gibt es nicht, da die Deutschen alle Dokumente gegen Ende des Zweiten Weltkriegs vernichteten. Auch ist nicht bekannt, wie das Gefängnis zu seinem Namen Oranjehotel kam, der schon bald im Volksmund benutzt wurde. Rund 250 Menschen wurden von hier aus zur Waalsdorpervlakte gebracht und hingerichtet. Eines der letzten Opfer war die 25-jährige Kommunistin Hannie Schaft, die am 17. April 1945, drei Wochen vor Kriegsende, in den Dünen bei Bloemendaal exekutiert wurde.
Erst gegen Ende des Krieges gelang es, die Aktivitäten mehrerer Organisationen zu koordinieren. Am 5. September 1944 wurden verschiedene Widerstandsgruppen durch ein königliches Dekret zu den Binnenlandse Strijdkrachten (BS) zusammengefasst, darunter der Ordedienst (OD), die Landelijke Knokploegen (LKP) und der Raad van Verzet (RVV). Oberbefehlshaber der BS wurde Prinz Bernhard.

## Letzte Kriegsmonate und Befreiung

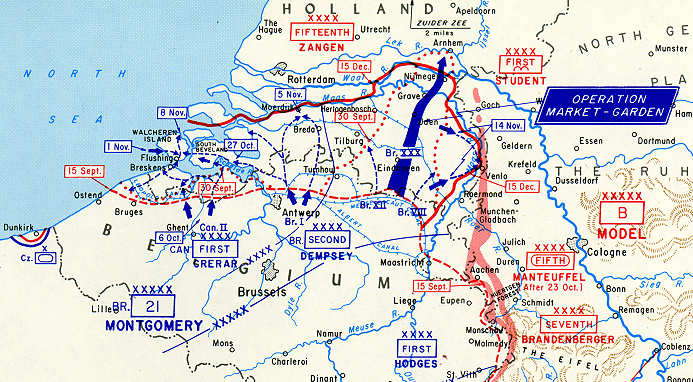
Truppenbewegungen während der Operation Market Garden

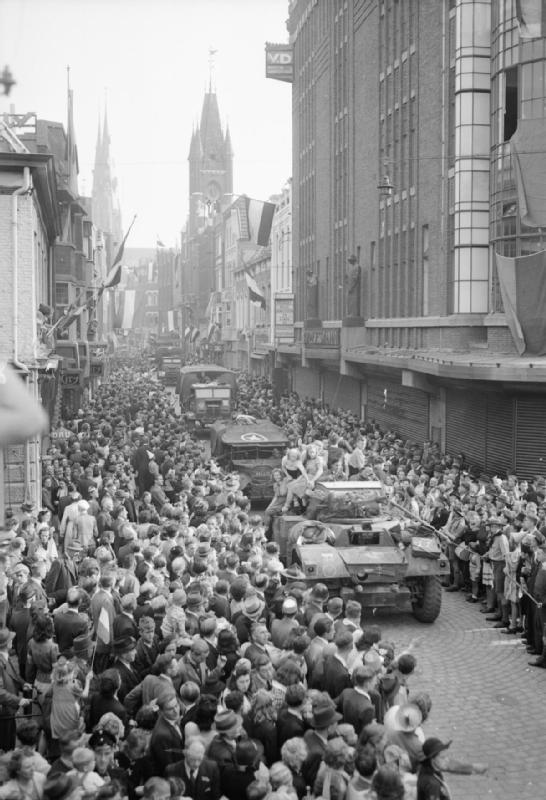
Die Befreiung von Eindhoven, 20. September 1944

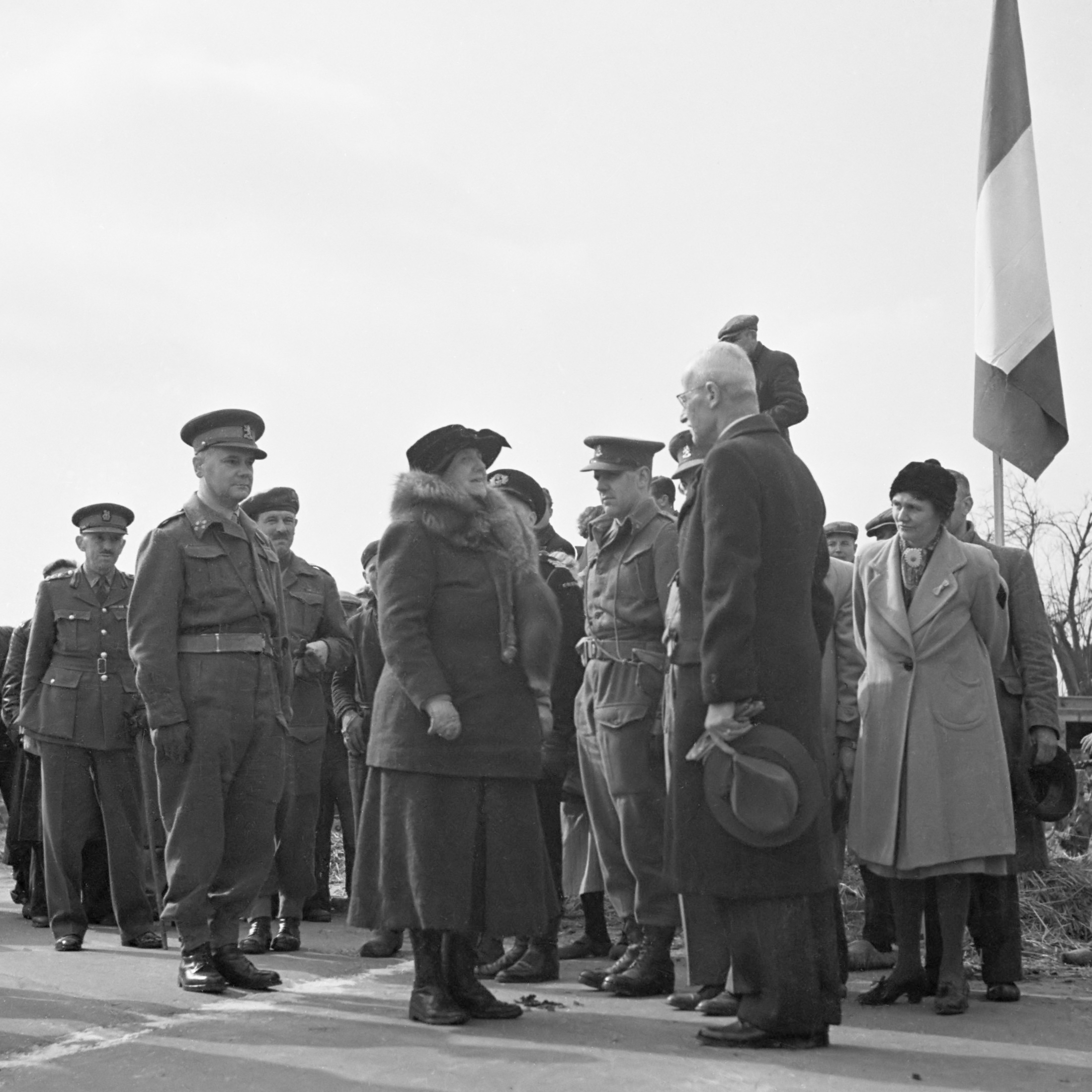
Rückkehr der Königin am 13. März 1945 (hinter ihr ist auf dem Boden die „Mehlgrenze“ zu sehen)

Am 22. Februar 1944 befanden sich 14 Consolidated B-24-Bomber der United States Army Air Forces auf dem Rückweg von einem Angriff auf die mitteldeutsche Stadt Gotha, der wegen schlechter Sicht abgebrochen worden war. Um ihre Bombenlast loszuwerden, wollten sie die Stadt Kleve bombardieren, trafen aber stattdessen das 20 Kilometer nördlich liegende Nijmegen. Insgesamt wurden 1270 Gebäude zerstört. Nach offizieller Zählung starben rund 800 Menschen. Nicht eingeschlossen waren die möglicherweise in der Stadt untergetauchten Juden, so dass die Zahl der Opfer höher liegen könnte. Die NS-Propaganda behauptete, die US-Bomber hätten Nijmegen absichtlich angegriffen, weil die Alliierten befürchteten würden, die Niederländer würden sich auf die Seite der Wehrmacht stellen.
Nach der Landung der Alliierten am 6. Juni 1944 in der Normandie und dem Vorrücken von deren Truppen nach Osten wuchs in den Niederlanden die Hoffnung auf ein baldiges Kriegsende. Im August 1944 wurde in Erwartung dieser baldigen Befreiung ein zunächst fünfköpfiges Interimskabinett ernannt, das College van Vertrouwensmannen, das im Falle der Befreiung die Exilregierung bis zu deren Rückkehr vertreten sollte. Vorsitzender war der ehemalige königliche Kommissar der Provinz Utrecht, Bosch van Rosenthal; weitere Mitglieder waren Rudolph Cleveringa und Willem Drees. Zusammengestellt wurde das Komitee von dem just ernannten Justizminister Gerrit Jan van Heuven Goedhart, der früher im Jahr aus den Niederlanden über Spanien nach London gereist war.
Am 4. September 1944 verkündete Ministerpräsident Pieter S. Gerbrandy über Radio Oranje, dass westalliierte Truppen die Grenze passiert hatten. Er sagte, die Stunde der Befreiung habe geschlagen. Der Tag nach dieser Rede wurde als Dolle Dinsdag (verrückter Dienstag) bekannt: die Bevölkerung feierte und tanzte auf den Straßen; 30.000 bis 40.000 Angehörige der NSB flohen nach Deutschland. In der Nähe von Lüneburg wurden sie in improvisierten Auffanglagern und bei Privatpersonen untergebracht. Das bedeutete den Zusammenbruch der NSB.
In den großen niederländischen Städten sammelten sich Menschenmengen mit Blumen und Flaggen, um die Befreier willkommen zu heißen. Am 14. September wurde Maastricht befreit, und am 17. September landeten alliierte Fallschirmspringer (Amerikaner, Briten, Australier, Polen) bei Arnhem. Ziel der nicht erfolgreichen Operation Market Garden (17.–25. September 1944) war die Überquerung der Flüsse Maas, Waal und Rhein, aber es gelang nicht, die deutschen Verteidigungslinien bei Arnhem zu umgehen. Die Alliierten mussten sich unter hohen Verlusten zurückziehen.
Kanadische und polnische Truppen eroberten in der Schlacht an der Scheldemündung (2. Oktober bis 8. November 1944) die Halbinsel Walcheren. Danach befreiten sie im November und Dezember 1944 Teile des Südens der Niederlande. Für die Westalliierten stand nun der Weg nach Deutschland offen – Richtung Ruhrgebiet und Berlin –, was für diese Priorität hatte. Somit gab es im weiterhin besetzten nördlicheren Teil der Niederlande einen Kriegsstillstand, den die Deutschen dazu nutzten, Teile des Landes unter Wasser zu setzen und Hafeneinrichtungen in Amsterdam und Rotterdam zu sprengen. Die Besatzer versuchten, alles aus dem Land zu schaffen, was den Westalliierten nutzen könnte, wie etwa Maschinen und Vorräte.
Um die deutschen Militärtransporte zu behindern, rief Ministerpräsident Gerbrandy am 17. September die niederländischen Eisenbahner zum Streik auf. Die Eisenbahner folgten diesem Aufruf, und 30.000 von ihnen tauchten unter. Die Deutschen ließen die Züge daraufhin von Landsleuten fahren. Seyss-Inquart verfügte, dass auch die Binnenschifffahrt nicht mehr genutzt werden dürfe, um Lebensmittel in die Niederlande zu transportieren. Folge war eine Hungersnot im strengen und langen Winter 1944/45; zudem gab es kaum Heizmaterialien. Die hungernden Menschen aßen sogar Blumenzwiebeln, die wegen des Kriegs nicht exportiert werden konnten, nicht wenige starben auf der Suche nach Brennholz in zerbombten Häusern, die über ihnen zusammenfielen. Bis zu 22.000 Niederländerinnen und Niederländer starben zwischen September 1944 und Mai 1945 an den Folgen der Hungersnot. Da der Boden gefroren war, konnten viele Leichen zunächst nicht beerdigt werden. Ende April stimmte Seyß-Inquart in militärisch aussichtsloser Situation beim Treffen mit Walter Bedell Smith, Prinz Bernhard und General Iwan Alexejewitsch Susloparow dem Waffenstillstand von Achterveld zu und ermöglichte damit umfangreiche Lebensmittellieferungen der Westalliierten zur Rettung der hungernden Bevölkerung Westhollands. Von Ende April bis Anfang Mai warfen die Westalliierten im Rahmen der Operationen Manna und Chowhound Lebensmittel über Teilen der Niederlande ab. Der niederländische Historiker Ernst Kossmann, der selbst während des Krieges hatte Zwangsarbeit leisten müssen, schrieb im Jahre 2002: „Niemals in seiner Geschichte hat Holland so ernsthaft mit dem Untergang seiner Bevölkerung und der Zerstörung seiner Zivilisation rechnen müssen wie in den Monaten vor Mai 1945.“
Am 3. März 1945 starben bei der versehentlichen Bombardierung Den Haags durch die Alliierten mehr als 500 Menschen. Am 12. April wurde das Lager Westerbork befreit, in dem sich noch rund 900 Menschen befanden.
Am 5. Mai 1945 unterzeichnete der deutsche General Johannes Blaskowitz im Hotel „De Wereld“ in Wageningen die Kapitulation. Sein Gegenüber war der kanadische General Charles Foulkes. Trotz dieser Kapitulation kam es am 7. Mai 1945 auf dem zentralen Platz von Amsterdam, dem Dam, zu einem Feuergefecht zwischen deutschen Soldaten und den Binnenlandse Strijdkrachten, bei dem mindestens 32 Menschen starben.
Nachdem im April 1945 der Norden der Niederlande von kanadischen Truppen befreit worden war, flüchtete eine Gruppe von etwa 130 SD-Leuten aus dem berüchtigten Scholtenhuis in Groningen nach Schiermonnikoog, in der Hoffnung, von dort über Borkum auf das deutsche Festland zu gelangen. Auf der Insel waren schon rund 600 Deutsche als Bewacher des Atlantikwalls in einem eigenen Dorf stationiert, deren Kommandeur sich von den Neuankömmlingen aus Groningen distanzierte. Unter den SD-Männern befanden sich Robert Lehnhoff und Peter Schaap – Schaap wurde 1949 und Lehndorff wurde 1950 in den Niederlanden als Kriegsverbrecher hingerichtet.
Erst am 11. Juni 1945 wurden die letzten Deutschen von Schiermonnikoog abgeführt.
Insgesamt starben von neun Millionen Niederländern schätzungsweise 225.000 bis 280.000 Menschen während Krieg und Besatzung, darunter rund 2000 Menschen, die dem Widerstand zugerechnet werden, 20.500 durch Bombardements oder bewaffnete Auseinandersetzungen und 22.000 im Hungerwinter 1944/45. Rund 20 Prozent der Niederländer waren bei Kriegsende heimatlos. Betroffen waren rund 350.000 Untergetauchte, die ihre Verstecke verließen, Evakuierte, die ihre Häuser verloren hatten, sowie ehemalige KZ-Insassen und Zwangsarbeiter, die zurückkehrten. Dies stellte das Land nach Kriegsende vor die Herausforderung, wieder „eine humane Ordnung“ herzustellen.

## Exkurs: Niederländisch-Indien

### Vorkriegsjahre und japanische Okkupation
Laut einer Volkszählung aus dem Jahre 1930 lebten in Niederländisch-Indien, das in etwa das heutige Indonesien umfasste, insgesamt mehr als 60 Millionen Menschen, die in vier Gruppen aufgeteilt wurden: Über 59 Millionen von ihnen waren Einheimische, rund eine Million Chinesen, rund 115.000 Bewohner stammten aus anderen asiatischen Ländern. Nur 240.000 Bewohner waren europäischer Herkunft, die Mehrheit von rund 86 Prozent stammte aus den Niederlanden, die eine kleine Elite im Land bildeten.
In Batavia (Jakarta) auf der dicht besiedelten Hauptinsel Java wurde die niederländische Kolonialverwaltung von einem Generalgouverneur (abgekürzt „GG“) geleitet. In den Niederlanden vertrat man die Auffassung, man werde die Kolonien sicher noch über Jahrhunderte verwalten müssen, ehe die örtliche Bevölkerung für die Unabhängigkeit reif wäre.
Nach dem japanischen Angriff auf Pearl Harbor am 7. Dezember 1941 erklärte die niederländische Exilregierung dem Kaiserreich Japan gemeinsam mit den USA, Großbritannien und weiteren Ländern den Krieg. Die Koninklijk Nederlandsch-Indisch Leger (KNIL) mit 85.000 Soldaten hatte der starken japanischen Armee wenig entgegenzusetzen: Zwischen dem 16. Dezember 1941 und dem 8. März 1942 eroberte die japanische Armee ganz Niederländisch-Indien. Die vor Ort ansässigen Niederländer zeigten sich erstaunt darüber, dass die japanischen Truppen an einigen Orten von der Bevölkerung als Befreier willkommen geheißen wurden. Am 9. März erfolgte die bedingungslose Kapitulation der Niederlande in Niederländisch-Indien. Das Gebiet blieb bis zum Kriegsende 1945 in japanischer Hand. Die neuen Eroberer arbeiteten „aus Propagandagründen“ mit Unabhängigkeitskämpfern wie Sukarno und Mohammad Hatta zusammen.
Die Niederländer wurden in japanischen Lagern interniert, zunächst die Männer, später die Frauen und Kinder; insgesamt handelte es sich um 80.000 Soldaten und 40.000 zivile Internierte. 13.000 überlebten die Internierung nicht. Viele Männer wurden als Zwangsarbeiter an der Thailand-Burma-Eisenbahn eingesetzt. Über die physischen und psychischen Leiden hinaus empfanden viele Niederländer es als zusätzliche Demütigung, dass sie den Verlust ihrer Position Gegnern verdankten, für die sie nichts als Geringschätzung empfanden und als „kleine gelbe Männer“ oder „Schlitzaugen“ ansahen.

### Ende des Kolonialreiches
Am 17. August 1945 wurde die Republik Indonesien von Sukarno und Mohammad Hatta gegründet, was die Niederlande nicht zu akzeptieren bereit waren. Bis 1949 gab es eine „Terrorspirale“ mit Tausenden von Toten. Wielenga: „Die in die Defensive gedrängten niederländischen Soldaten ergriffen Maßnahmen, die sich kaum von denen der deutschen Truppen in den besetzten Niederlanden unterschieden: standrechtliche Exekutionen, Mord an Unschuldigen, um ‚Exempel zu statuieren‘, Folter von Gefangenen, Niederbrennen von Häusern oder sogar ganzen Dörfern.“
1949 wurde Indonesien von den Niederlanden als souveräner Staat anerkannt. Damit war die Epoche der Niederlande als große Kolonialmacht beendet. Die verbleibenden Kolonien waren Neuguinea, bis es 1963 an Indonesien übergeben wurde, sowie Suriname (bis 1975) und die Niederländischen Antillen (bis 2010).

## Umgang mit der Vergangenheit

### Juristische Aufarbeitung

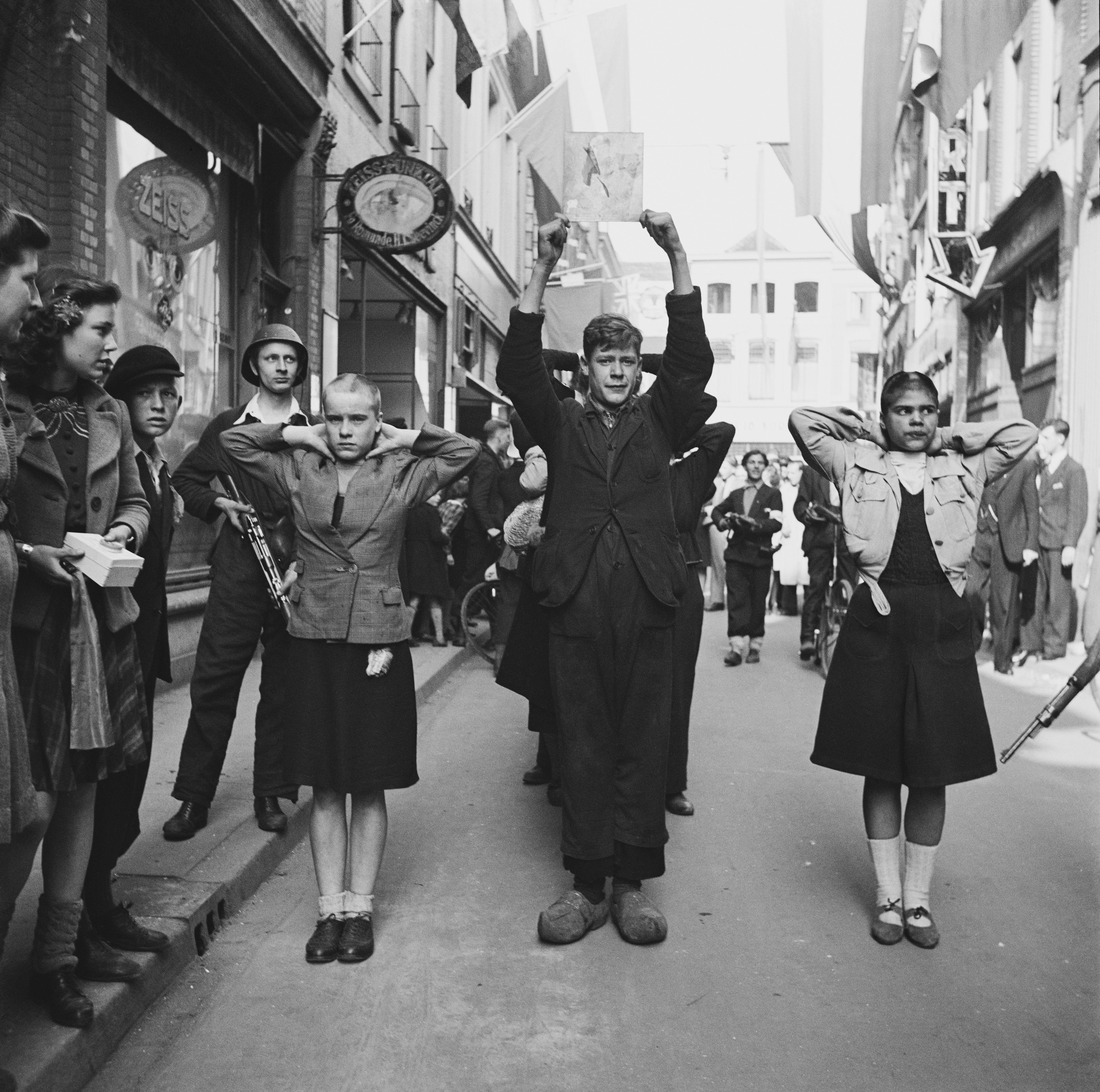
„Moffenmeiden“ werden von einem Mitglied der Binnenlandse Strijdkrachten auf einer Straße in Deventer öffentlich vorgeführt

Nach Kriegsende wurden rund 150.000 Niederländer wegen Kollaboration mit den Deutschen in etwa 100 Lagern interniert. Frauen, sogenannte Moffenmeiden, die Liebesbeziehungen mit Deutschen gehabt hatten, wurden die Haare geschoren, und sie wurden von Angehörigen der BS durch die Straßen getrieben. Während es nur wenige Fälle von öffentlicher Lynchjustiz gab, kamen nach Kriegsende im Gefängnis Oranjehotel, in dem zuvor Widerständler gegen die Besatzung eingesessen hatten, rund 270 Häftlinge, die als Freunde der Deutschen galten, unter ungeklärten Umständen zu Tode. Darunter befand sich etwa der für seinen Sadismus berüchtigte SD-Angehörige Ernst Knorr, der dort zuvor Häftlinge gefoltert hatte. Ab Sommer 1946 wurden Zehntausende Menschen aus den überfüllten Lagern entlassen, da die niederländische Justiz damit überfordert war, in dieser Fülle von Fällen zu ermitteln und zu richten.

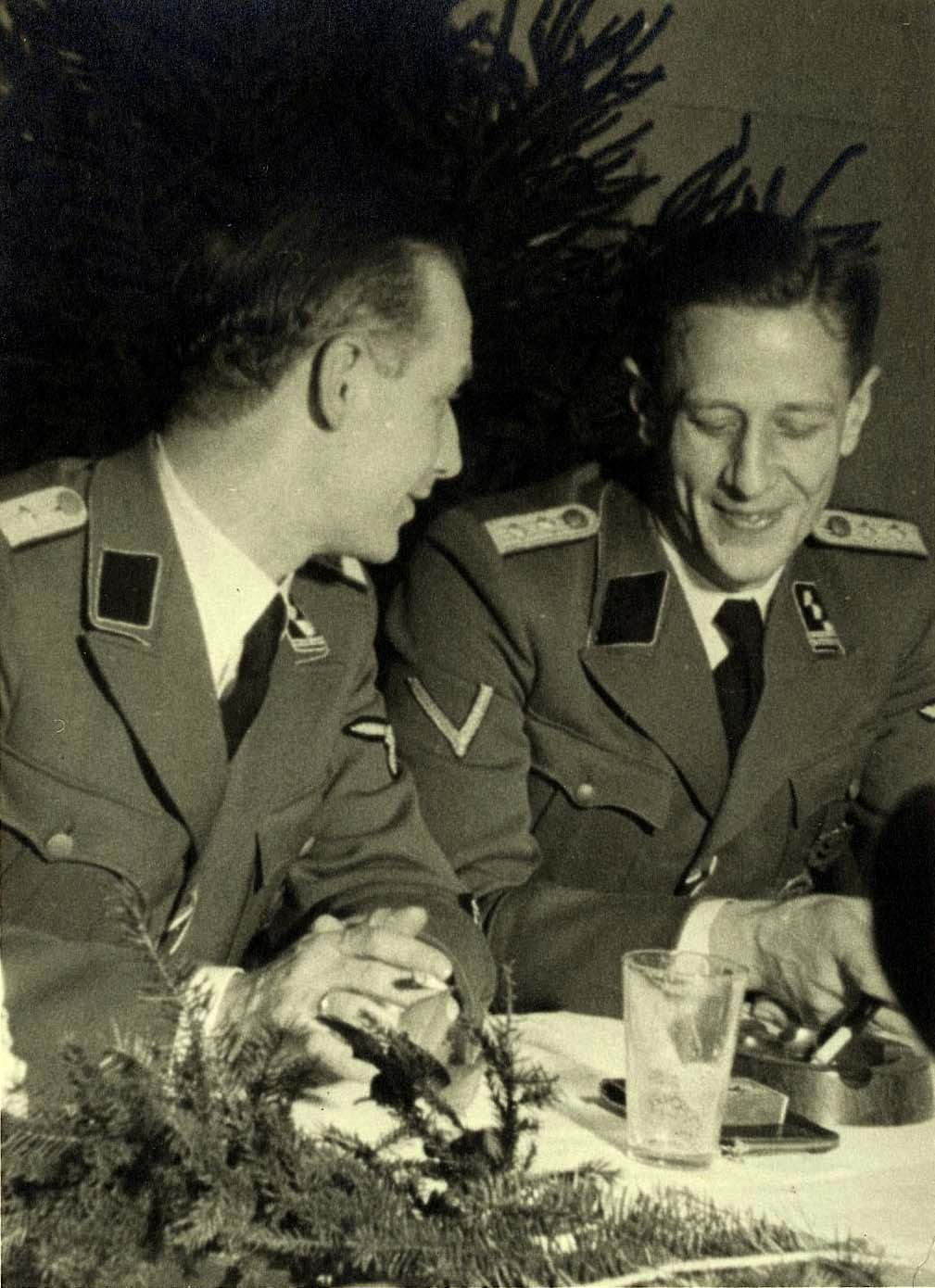
Gemmeker (links) und aus der Fünten, Aufnahme von Rudolf Breslauer (1942)

Für schwerere Fälle von Kriegsverbrechen wurden fünf Sondergerichte und ein außerordentlicher Revisionsgerichtshof eingerichtet, für die leichteren 19 Tribunale (Bijzondere rechtspleging). Die bereits abgeschaffte Todesstrafe wurde wieder eingeführt. Es wurden 141 Todesstrafen verhängt, von denen aber nur 39 (38 Männer und eine Frau) vollstreckt wurden. Dieser Umstand beruhte vor allem darauf, dass Königin Wilhelmina 1948 zugunsten ihrer Tochter Juliana abgedankt hatte: Die neue Königin war eine entschiedene Gegnerin der Todesstrafe und verweigerte nach ihrer Thronbesteigung die notwendige Unterschrift unter Todesurteile. Begnadigt wurden auch die Vier von Breda, nachdem Juliana mit ihrer Abdankung gedroht hatte. Eine der Hinrichtungsstätten war Fort Bijlmer in der Gemeinde Weesperkarspel bei Amsterdam.
Die letzten Hinrichtungen in den Niederlanden waren die des Deutschen Artur Albrecht, des SD-Kommandanten von Friesland, und von Andries Jan Pieters, eines niederländischen SS-Mannes, am 21. März 1952 auf der Waalsdorpervlakte, wo die deutschen Besatzer vor 1945 rund 250 niederländische Widerständler erschossen hatten. Anschließend wurde die Todesstrafe in den Niederlanden endgültig abgeschafft.
Unter den Hingerichteten befanden sich Hanns Albin Rauter, Anton Mussert, Max Blokzijl und als einzige Frau die Jüdin Ans van Dijk, die gegen Kopfgeld andere jüdische Menschen an die Gestapo verraten hatte. Arthur Seyß-Inquart wurde in Nürnberg vor Gericht gestellt und 1946 hingerichtet. Ferdinand aus der Fünten wurde in den Niederlanden zum Tode verurteilt, was später in eine lebenslängliche Freiheitsstrafe umgewandelt wurde. Er saß als einer der „Vier von Breda“ bis 1989 ein und starb kurz nach seiner Entlassung. Wehrmachtsbefehlshaber Christiansen wurde 1948, vor allem wegen seiner Beteiligung am Kriegsverbrechen in Putten, zu zwölf Jahren Haft verurteilt; 1951 wurde er entlassen und nach Deutschland abgeschoben. Der Amsterdamer Polizeichef Sybren Tulp war schon 1942 an Fieber gestorben.
Wilhelm Harster (1904–1991) wurde 1949 in den Niederlanden zu zwölf Jahren Haft verurteilt, nach Verbüßung der Hälfte der Strafe entlassen und nach Deutschland abgeschoben. Harster hatte geleugnet, gewusst zu haben, dass die Juden deportiert wurden, um getötet zu werden. Nach seiner Entlassung wurde Harster in Bayern als Beamter eingestellt und erreichte den Rang eines Oberregierungsrates. 1968 wurde er in München ein weiteres Mal, gemeinsam mit Wilhelm Zoepf (1908–1980) und Gertrud Slottke (1902–1971), Zoepfs ehemaliger Sekretärin, angeklagt und zu einer 15-jährigen Freiheitsstrafe verurteilt, kam jedoch nach zwei Jahren wieder auf freien Fuß, da die bereits in den Niederlanden verbüßte Haft angerechnet wurde. Ein Mitarbeiter des Rĳksinstituut voor Oorlogsdocumentatie (RIOD) vertrat später die Meinung, dass Harster in den Niederlanden zum Tode verurteilt worden wäre, wenn 1949 alle Fakten bekannt gewesen wären. Albert Konrad Gemmeker (1907–1982), Lagerleiter von Westerbork, wurde 1949 in den Niederlanden zu zehn Jahren Haft verurteilt und nach zwei Jahren im Rahmen einer allgemeinen Amnestie, wie andere Kriegsverbrecher auch, freigelassen.
Auch gegen die beiden Vorsitzenden des Joodse Raad, Abraham Asscher und David Cohen, wurden strafrechtliche Ermittlungen wegen ihres Zusammenwirkens mit den Deutschen eingeleitet. Beide Männer waren von ihren Aufenthalten in den Lagern in die Niederlande zurückgekehrt, Asscher als schwerkranker Mann. Der damalige Generalstaatsanwalt Nout van Dullemen ließ das Verfahren schließen mit der Begründung: „Auch der Rest unseres Volkes, insbesondere die hohen Beamten, darunter die gesamte Polizei, hat nach dem Motto ‚nach uns die Sintflut‘ eine erbärmlich lasche Haltung eingenommen. Dies alles wiederum öffentlich breitzutreten halte ich für wenig opportun. […] Mögen wir diese traurige Epoche unserer Geschichte ruhen lassen!“ Asscher und Cohen wurden 1947 durch einen jüdischen Ehrenrat bis zum Ende ihres Lebens von jeglicher Funktion in jüdischen Institutionen ausgeschlossen. Aus Verbitterung über diese Entscheidung ließ sich Asscher, der 1950 starb, nicht auf einem jüdischen Friedhof bestatten. Cohen, der bis zu seinem Lebensende überzeugt blieb, das Möglichste getan zu haben, um Menschenleben zu retten, starb 1967 im Alter von 84 Jahren.

### Rückblick der Historiker

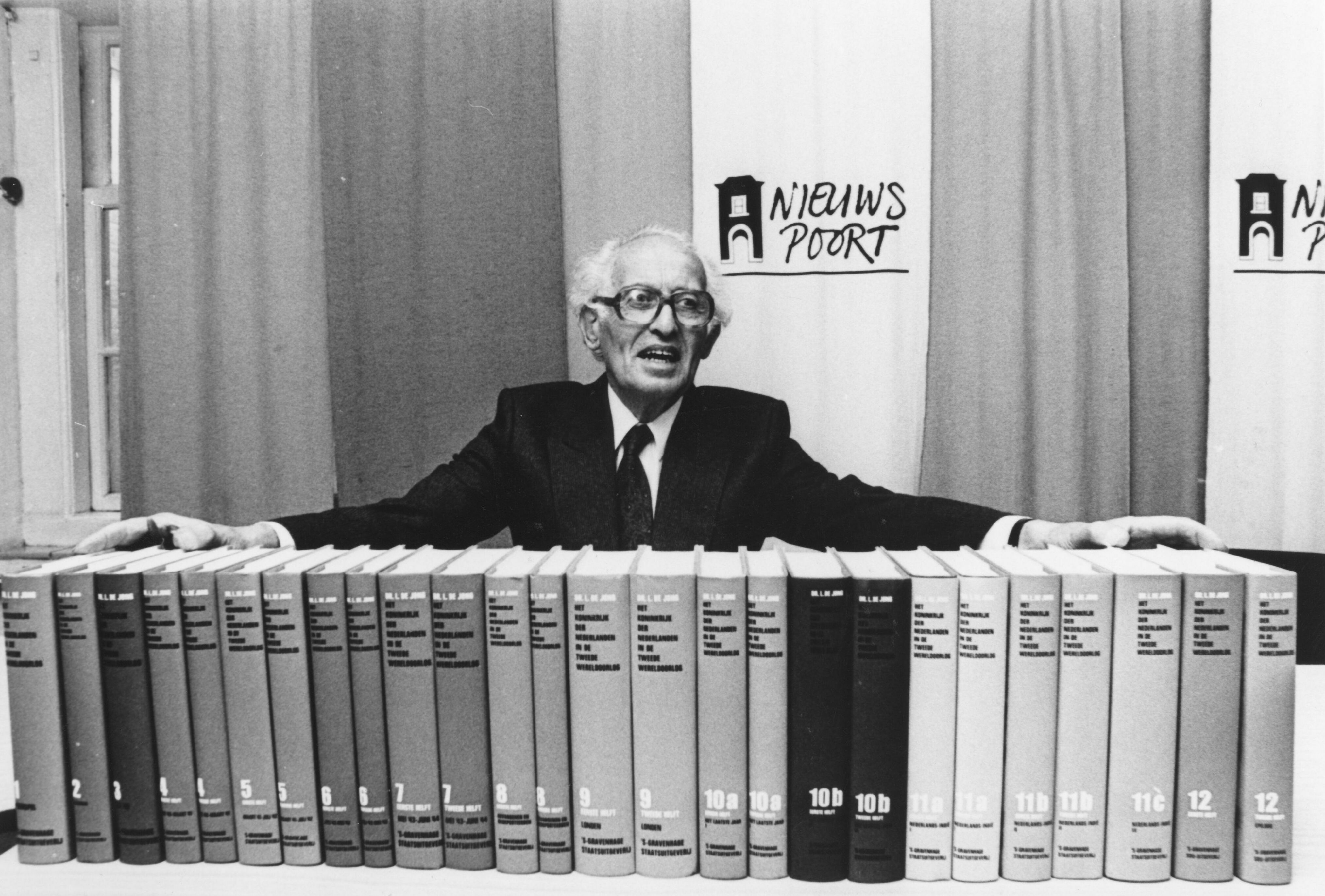
Loe de Jong mit seinem Werk Het Koninkrijk der Nederlanden in de Tweede Wereldoorlog

Drei Tage nach der Kapitulation der Deutschen in den Niederlanden, am 8. Mai 1945, wurde das Rijksinstituut voor Oorlogsdocumentatie (RIOD) gegründet. Sein Auftrag war das Sammeln und Zugänglichmachen aller Quellen aus der Zeit von 1940 bis 1945. Direktor der Einrichtung war Loe de Jong. Er veröffentlichte bis 1991 das 29-bändige, 14.000 Seiten umfassende Werk Het Koninkrijk der Nederlanden in de Tweede Wereldoorlog. Dieses beeinflusste über Jahrzehnte den niederländischen Blick auf die Besatzungszeit, ebenso wie die von ihm konzipierte Fernsehserie De Bezetting, deren Geschichtsbild der Historiker Frank van Vree so zusammenfasste: „De Bezetting ist die Geschichte der Vergewaltigung eines unschuldigen und ahnungslosen Volkes, das aber durch geistige Stärke und Unbeugsamkeit, unter der beseelten Führung seiner Monarchin das Böse bekämpfte und ungebrochen und gereinigt aus diesem Kampf hervorgeht. Der Preis ist hoch, aber die Gerechtigkeit triumphiert.“
Bezeichnend für die Publikation war de Jongs Ansatz, das Verhalten der Niederländer während dieser Zeit in „gut“ und „schlecht“ (goed en fout) zu unterteilen sowie das Narrativ von „klein, aber tapfer“, bezogen auf das Selbstbild einer Nation, die sich Jahrhunderte zuvor erfolgreich gegen die Spanier zur Wehr gesetzt hatte. Er schuf ein Bild, dass die große Mehrheit der niederländischen Bevölkerung gegen die Nationalsozialisten und antideutsch war und sich Hunderttausende gegen die Maßnahmen der Besatzer gestellt hätten.
Schon 1950 war das Buch Kroniek der Jodenvervolging 1940–1945 von Abel Herzberg erschienen, einem Rechtsanwalt und Überlebenden des KZ Bergen-Belsen, der die Vorsitzenden des Jüdischen Rates Asscher und Cohen nach dem Krieg vor Gericht vertreten hatte. Herzberg vertrat darin die Meinung, dass die Judenverfolgung jüdische Geschichte auf niederländischem Boden gewesen sei, nicht aber niederländische Geschichte; wohingegen der Widerstand gegen die Verfolgung von Juden allgemein als Teil der niederländischen Geschichte angesehen wurde. Damals wurde eine Mitverantwortung der nicht-jüdischen Gesellschaft nicht thematisiert.
1965 kam das im Auftrag des RIOD entstandene zweibändige Werk von Jacques Presser Ondergang. De vervolging en verdelging van het Nederlandse Jodendom 1940–1945 heraus. Es ist bis heute das Standardwerk für alle Historiker, die sich diesem Thema widmen. Es hatte eine überwältigende Wirkung auf die niederländische Öffentlichkeit, und erst nach dieser Publikation wurde „der Judenverfolgung eine herausragende Bedeutung als Teil der niederländischen Besatzungsgeschichte zugemessen“. Ondergang stieß eine kritische Reflexion der Rolle der nicht-jüdischen Niederländer an.
Presser und de Jong entstammten jüdischen Familien und hatten im Holocaust Verwandte und Freunde verloren. Daher, so die niederländische Historikerin Conny Kristel, habe die moralische Dimension bei der Beurteilung der Besatzungszeit lange im Vordergrund gestanden. So handele es sich etwa bei Pressers Ondergang laut Wielenga nicht nur um eine reine Schilderung des Schicksals der niederländischen Juden, sondern „vor allem um eine Anklage auf Mitschuld an der Isolation, Verfolgung und Deportation an die Adresse des niederländischen Volkes“.
Ab Ende der 1960er Jahre begann eine Neubewertung der Besatzungszeit und des niederländischen Widerstandes. Das Bild der Niederlande als „kleines aber tapferes Land“ wird zwar weiterhin teilweise verteidigt, aber es fand auch ein – mehrfacher – Paradigmenwechsel statt. Am Beispiel der Vernichtung der niederländischen Juden zeige sich etwa die Problematik der eigenen Darstellung des Widerstandes. 1983 schlug der Historiker Hans Blom, damaliger Direktor des Nederlands Instituut voor Oorlogsdocumentatie (NIOD, das frühere RIOD), vor, sich von der dichotomen Geisteshaltung und den damit verbundenen Werturteilen zu verabschieden, die Loe de Jong in seiner Geschichtsschreibung über die Niederlande während des Zweiten Weltkriegs geprägt hatte.
1997 ging die Historikerin Nanda van der Zee in ihrem Buch Schlimmeres zu verhindern mit ihren Landsleuten hart ins Gericht: Sie warf ihnen Gleichgültigkeit und Antisemitismus vor. Ihr Buch führte zu erhitzten Kontroversen. So bezeichnete Hans Blom das Buch als eine „Philippica gegen die Eliten“, das „total mißglückt“ sei, in weiten Teilen „tendenziös“ und „von Wut geprägt“ und nicht von wissenschaftlichen Erkenntnissen.
Der Historiker und Publizist Chris van der Heijden vertrat in seinem 2001 veröffentlichten Buch Grijs verleden: Nederland en de Tweede Wereldoorlog die Ansicht, dass die bisherigen Charakterisierungen des Verhaltens der Niederländer während der Besatzungsjahre falsch seien: Jeder habe um sein Überleben gekämpft und sei Kompromisse eingegangen. Die Entscheidung darüber, ob man im Widerstand aktiv geworden sei oder kollaboriert habe, sei weniger eine Konsequenz aus Entscheidungen für oder gegen den Nationalsozialismus gewesen, sondern eher das Resultat von Zufällen. „Die Niederlande waren das Land, in dem nie etwas passierte, es gab keine Kultur des Kampfes. Wir waren es nicht gewohnt, uns gegenseitig oder andere zu erschießen.“ Angesichts der zahlreichen Opfer, welche die Aktionen des niederländischen Widerstandes etwa in Putten und der Woeste Hove zur Folge hatten, stellte van der Heijden andererseits deren Sinnhaftigkeit in Frage: Sie hätten nichts gebracht, aber es habe zahlreiche Tote gegeben. Er stellte auch Sinn und Wirkung des Eisenbahnerstreiks ab Herbst 1944 in Frage, wegen dem tausende Menschen an Hunger starben. Van der Heijden sah das Verhalten der niederländischen Bevölkerung während der Besatzung genereller: Die Einteilung in „gut“ und „schlecht“ entspringe einem einfachen Weltbild, das von Religion geprägt und ein „Mythos“ sei: „Wenn der Zweite Weltkrieg eins gelehrt hat, dann ist es die alte Wahrheit, dass der Mensch, abgesehen von einigen Helden und Heiligen, weder gut noch schlecht ist, noch schwarz oder weiß, sondern grau.“
2012 ging der Leidener Historiker Bart van der Boom in seinem Buch „Wij weten niets van hun lot“. Gewone Nederlanders en de Holocaust der Frage nach, ob die niederländische Bevölkerung gewusst habe, dass die jüdischen Menschen nach ihrer Deportation ermordet wurden. Er kam – aufgrund von zahlreichen Tagebuchaufzeichnungen – zu dem Schluss, dass der normale Niederländer sich die „genozidale Intention“ der Deutschen habe vorstellen können, jedoch nicht ihre Methode. Die meisten Niederländer – Juden und Nichtjuden – seien der Meinung gewesen, dass den Deportierten schwere Zwangsarbeit und eine schlechte Behandlung bevorstanden, die sicherlich den Tod vieler zur Folge haben könnten, man habe aber bezüglich der genauen Geschehnisse „im Osten“ im Dunkeln getappt. Van der Booms Meinung nach sei diese Unwissenheit über den Holocaust von zentraler Bedeutung. Wenn Zeitgenossen mehr darüber gewusst hätten, was Deportierten in Auschwitz und Sobibor bevorstand, hätten Nichtjuden häufiger ihre Hilfe angeboten – eine Ansicht, die etwa van der Heijden nicht teilt.
Insbesondere van der Heijdens Buch erregte in den Niederlanden erhöhte Aufmerksamkeit, weil sein Vater in der NSB aktiv gewesen war und sein Großvater Mitglied der SS, und ihm wurde Befangenheit unterstellt. Während etwa Hans Blom diese Vorwürfe zurückwies, kritisierten andere Historiker die „Nivellierungstendenzen“ bei van der Heijden und bei van der Boom. So äußerte Bloms Nachfolgerin beim NIOD, Marjan Schwegman, man habe „immer eine Wahl“. Die Amsterdamer Professorin für jüdische Geschichte, Evelien Gans, warf van der Heijden 2011 „sekundären Antisemitismus“ vor und forderte einen „Historikerstreit“.

### Gedenken

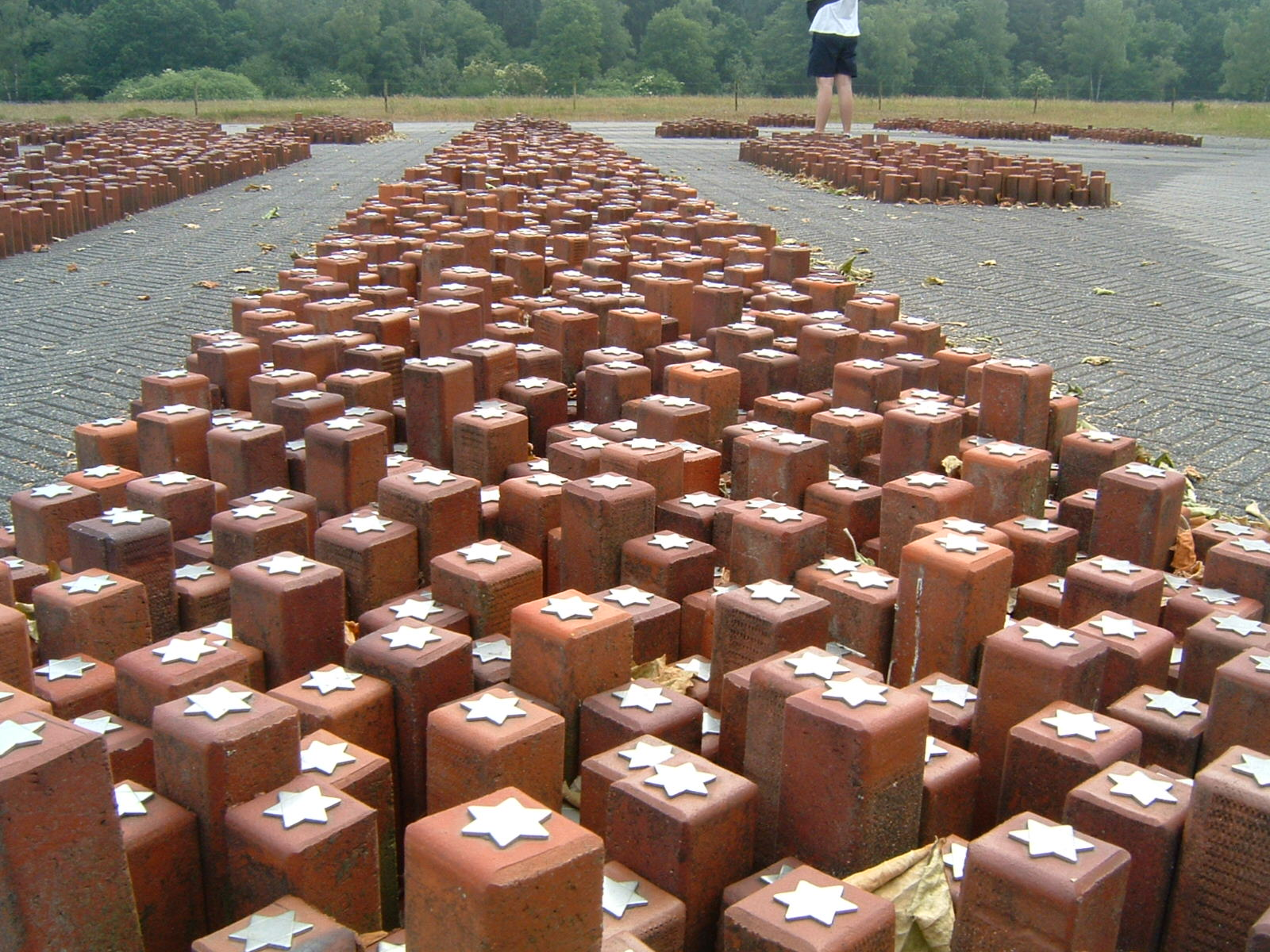
Westerbork: Jeder Stern symbolisiert ein Opfer der deutschen Vernichtung

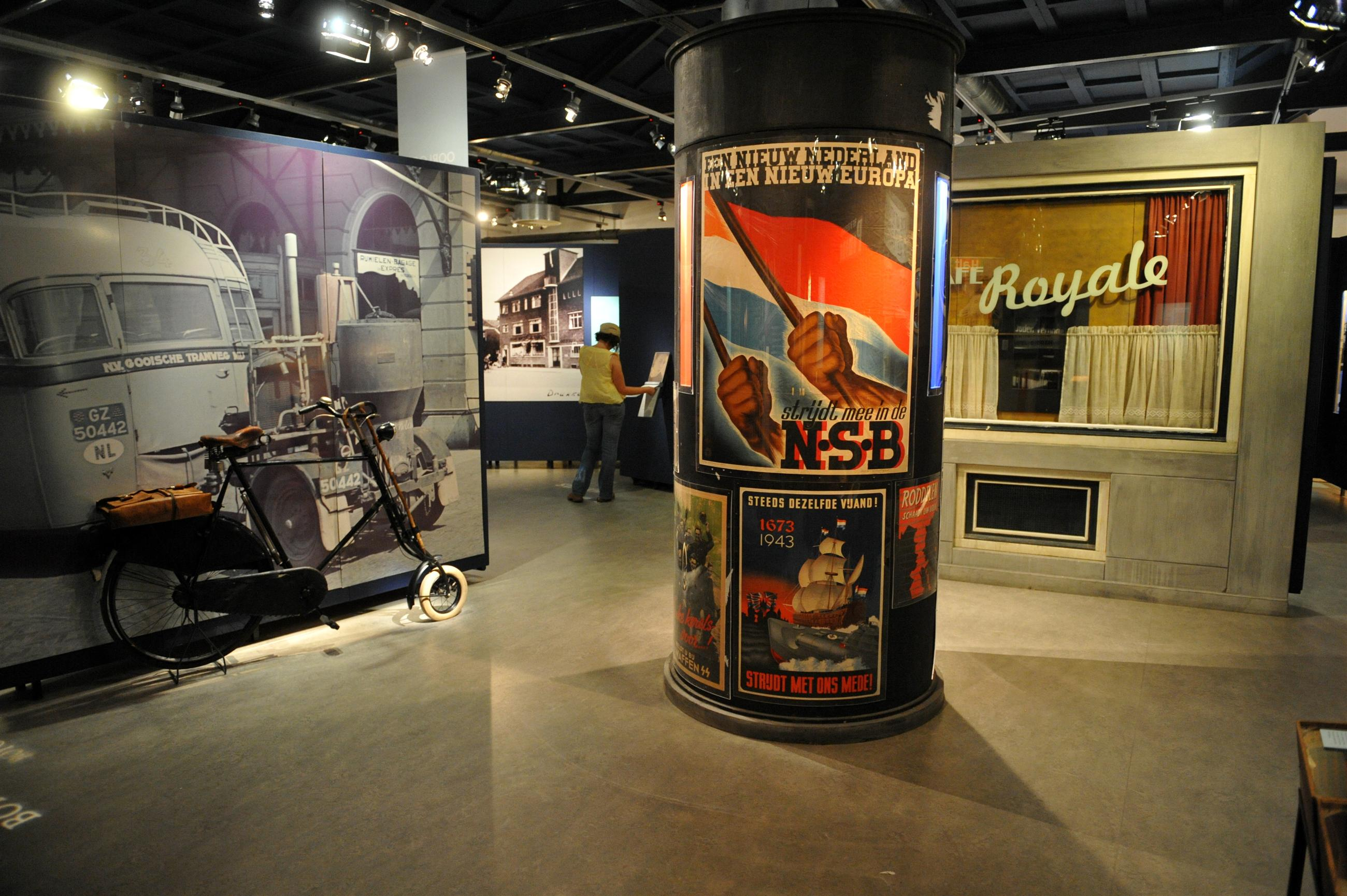
Das Verzetsmuseum in Amsterdam

An die Zeit von Besatzung, Unterdrückung der Bevölkerung sowie der Verschleppung/Ermordung der Einwohner jüdischen Glaubens und den Widerstand erinnern in den Niederlanden mehrere Museen wie das Verzetsmuseum, das Nationaal Holocaust Museum und das Anne-Frank-Haus in Amsterdam sowie zahlreiche Denkmäler und Gedenkstätten in nahezu jeder Gemeinde des Landes. Auch das Gelände des ehemaligen Durchgangslagers Westerbork ist eine Gedenkstätte; der Weg von der Hollandsche Schouwburg in Amsterdam, wo die jüdischen Menschen sich vor der Deportation einfinden mussten, zum Lager Westerbork kann mit einer Wanderung über den Westerborkpad nachvollzogen werden.
Jährlich wird am 4. Mai der Opfer von Krieg und Gewalt und am 5. Mai der Befreiung von der deutschen Besatzung in vielen niederländischen Gemeinden gedacht. Die zentralen Feiern finden in Amsterdam auf dem Dam rund um das Nationalmonument vor dem Paleis op de Dam statt.